# Saint-Palais-sur-Mer
Pour les articles homonymes, voir Saint-Palais.
Ne doit pas être confondu avec Palais de la Mer.
Saint-Palais-sur-Mer (prononcé [sɛ̃.pa.lɛ.syʁ.mɛʁ]) est une commune du Sud-Ouest de la France, située dans le département de la Charente-Maritime, en région Nouvelle-Aquitaine. Ses habitants sont appelés les Saint-Palaisiens et les Saint-Palaisiennes.
Station balnéaire ayant pris son essor à la fin du XIXe siècle, Saint-Palais-sur-Mer est une commune résidentielle de la proche banlieue ouest de Royan, la deuxième plus grande ville du canton de La Tremblade. Située à l'embouchure de l'estuaire de la Gironde, face à l'océan Atlantique, sur la côte de Beauté, elle appartient géographiquement au Royannais et à la presqu'île d'Arvert. Elle conserve de nombreux témoignages de l'architecture balnéaire de la « Belle Époque » aux « Années Folles » (villas, chalets, castels et autres « folies » aux styles variés), au cœur d'une forêt de pins faisant partie de la forêt domaniale de la Coubre ou de la forêt des Combots d'Ansoine. Son centre-ville, constitué d'immeubles modernes, se structure autour d'une place centrale, bordée de boutiques et de restaurants, et d'un parc de 16 hectares agrémenté d'un lac artificiel et d'infrastructures de loisirs.
Le littoral accueille cinq plages, de tailles variées, reliées entre elles par un sentier de promenade aménagé (sentier des Douaniers) d'où peuvent être observées des formations rocheuses pittoresques, tel le Pont du Diable ou le Puits de l'Auture. Au nord de la commune, le site de la Grande-Côte est formé d'une grande plage rectiligne qui évoque la côte sauvage ou les plages de la côte d'Argent. Un pôle touristique (boutiques, bars, restaurants) a été aménagé à proximité, tirant profit d'une situation de balcon sur l'océan.
La ville de Saint-Palais-sur-Mer appartient au secteur Ouest de la communauté d'agglomération Royan Atlantique, structure intercommunale regroupant 81 896 habitants (2014). Elle est connue localement pour sa vie nocturne, qui en fait un des lieux de prédilection de la jeunesse royannaise, ainsi que pour son festival de rock progressif, le festival Crescendo, qui se tient chaque année au mois d'août depuis 1999.

## Géographie

### Présentation

Position de Saint-Palais-sur-Mer en Charente-Maritime.

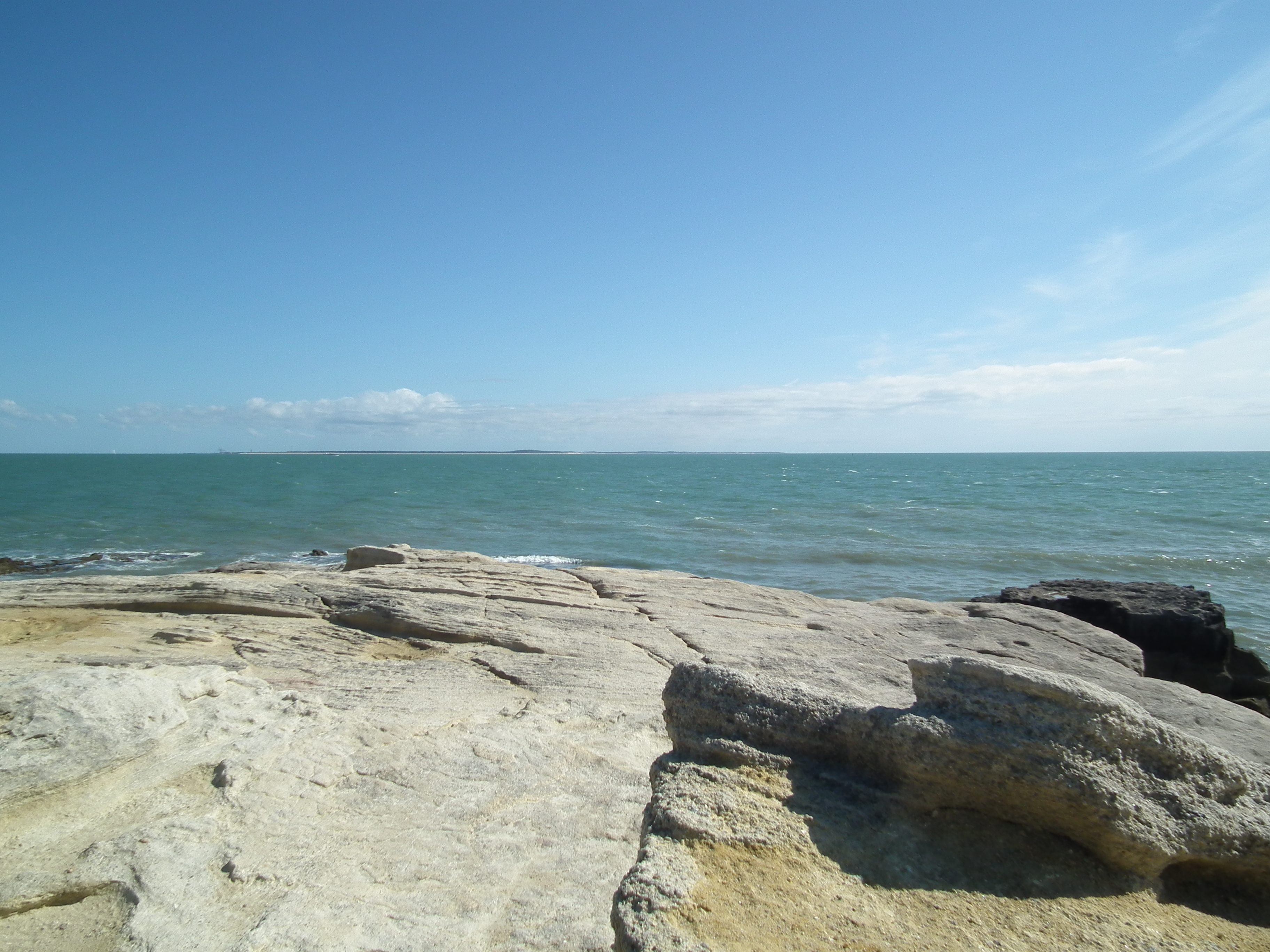
La corniche du Platin forme un véritable balcon sur l'Océan Atlantique et l'embouchure de la Gironde.

La commune de Saint-Palais-sur-Mer se situe dans le sud-ouest du département de la Charente-Maritime, dans l'ancienne province de la Saintonge. Appartenant au Midi atlantique, elle peut être rattachée à deux grands ensembles géographiques, le Grand Ouest français et le Grand Sud-Ouest français. C'est une ville et station balnéaire de l'agglomération royannaise, sur la côte de Beauté. Bien qu'appartenant à la grande banlieue résidentielle de Royan, elle conserve une identité propre. Elle appartient au canton de La Tremblade (dont elle est la deuxième ville par le nombre d'habitants) et à l'arrondissement de Rochefort.
Distante d'à peine 5 kilomètres du centre-ville de Royan, elle est située à environ 34 kilomètres de Rochefort, 36 kilomètres de Saintes, 58 kilomètres de La Rochelle et 97 kilomètres de Bordeaux.
La commune de Saint-Palais-sur-Mer s'étend dans la partie méridionale de la presqu'île d'Arvert, occupant une superficie de 1 569 hectares, dont 64 % sont des espaces naturels (52 % de forêts et de milieux semi-naturels et 12 % de territoires agricoles) et 36 % des espaces urbanisés. Les forêts occupent une grande partie du territoire communal, notamment la forêt des Combots d'Ansoine, vaste pinède acquise par le Conservatoire du Littoral en 1978 et gérée par l'ONF, ou encore la forêt domaniale de la Coubre. Plus au nord, près du quartier de Courlay, le bois de la Chevaille est essentiellement constitué de feuillus.
Le littoral est formé pour une grande part d'une alternance de promontoires rocheux (du nord au sud : esplanade du Concié, corniche de Terre-Nègre, corniche du Platin et corniche de Nauzan) et de conches (terme local désignant certains types de plages, de par leur forme incurvée rappelant ces coquillages) de sable fin. Des formations géologiques ciselées par l'érosion marine se distinguent çà et là : les plus célèbres sont le pont du Diable, aux formes torturées, la roche au Moine ou le puits de l'Auture, et peuvent être observées depuis le sentier des Douaniers, véritable balcon sur l'océan. On dénombre quatre conches, qui sont, du nord au sud : la plage du Concié, la plus petite, la plage du Platin, la plage du Bureau (dite aussi de Saint-Palais, et située en centre-ville) et la plage de Nauzan.
Dans sa partie la plus septentrionale, la côte change radicalement, évoquant davantage les paysages de la côte d'Argent ou de la côte sauvage toutes proches. Les falaises laissent la place à une cinquième plage, au tracé rectiligne, et s'étendant sur près de 15 kilomètres : la plage de la Grande-Côte, ourlée d'un cordon dunaire planté de pins et de chênes verts, prémices de la forêt domaniale de La Coubre.

### Géologie
Le profil géologique de la commune est essentiellement composé de terrains crétacé correspondant à l'étage stratigraphique maastrichien (entre -70,6 ± 0,6 et -65,5 ± 0,3 Ma). Au nord de la commune (Grande-Côte et Platin), ceux-ci sont presque entièrement recouverts par un massif dunaire quaternaire, semblable aux formations aquitaines toutes proches. Sur le littoral, de la corniche de Terre-Nègre à celle du Platin, la mer nummulitique a laissé d'importants dépôts détritiques.

### Hydrographie
L'estuaire de la Gironde borde la commune sur son flanc extrême-oriental, tandis que l'océan Atlantique baigne l'essentiel du littoral. À l'extrême-nord de la commune, au-delà du quartier de Courlay, se trouve une zone marécageuse qui marque le début des marais de Saint-Augustin. On y trouve quelques minces cours d'eau, comme le ruisseau du Pérat (ou Peyrat).

### Climat
Le climat est de type océanique aquitain : la pluviométrie est relativement élevée en automne et en hiver et les hivers sont doux. L'été reste tempéré grâce à la brise marine. Deux vents venant de l'océan, le noroît et le suroît, soufflent sur les côtes du département. L'ensoleillement de la côte charentaise est très important : avec 2 250 heures par an, il est comparable à celui que connaît une partie de la côte méditerranéenne.

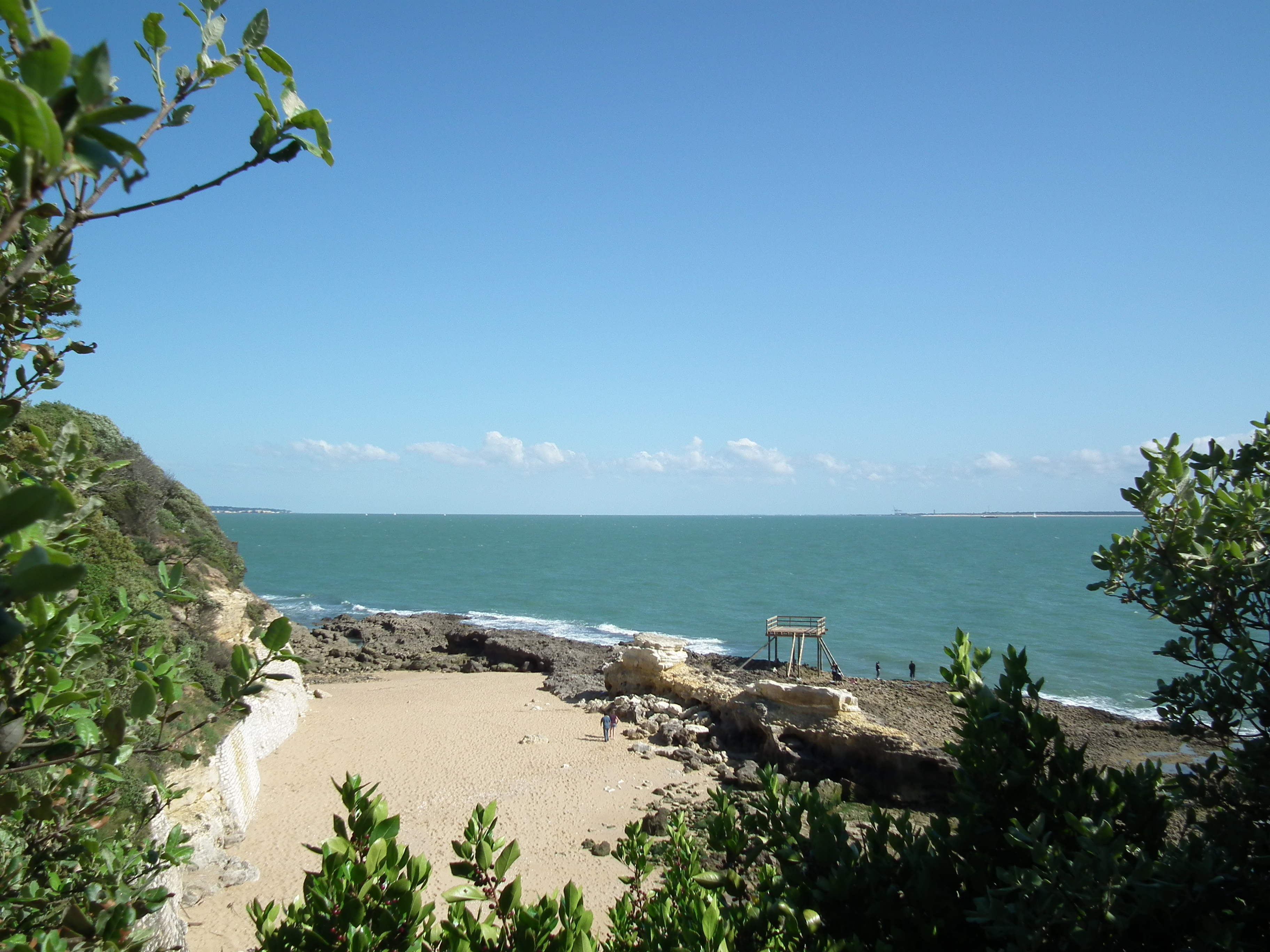
L'embouchure de la Gironde depuis le sentier des Douaniers.

Les relevés de la station météorologique de La Rochelle entre 1946 et 2000 permettent de déterminer quelques dates majeures au point de vue climatique en Charente-Maritime : ainsi, au cours de ce laps de temps, la température la plus froide est relevée le 15 février 1956 : −13,6 °C. 
Un pic de température (dépassé seulement au cours de la canicule de 2003) est atteint le 8 juillet 1982 avec près de 39 °C à l'ombre. 
Si 1953 est considérée comme l'année la plus sèche, 2000 est au contraire la plus pluvieuse.
La Charente-Maritime est le département français qui a été le plus durement touché par la tempête Martin du 27 décembre 1999. Les records nationaux de vents enregistrés ont été atteints avec 198 km/h sur l'île d'Oléron et 194 km/h à Royan.
Dans la nuit du 23 au 24 janvier 2009, la région est frappée par la tempête Klaus. Malgré des rafales de vent dépassant les 120 km/h, les dégâts relevés dans la commune demeurent relativement minimes au regard de la situation dans le Médoc tout proche.
Les côtes charentaises et vendéennes sont de nouveau durement éprouvées par la tempête Xynthia qui traverse la région dans la nuit du 28 février au 1er mars 2010. Des bourrasques de près de 140 km/h touchent la ville voisine de Royan. La commune relève de nombreux dégâts matériels (toitures endommagées, arbres déracinés, mobilier urbain arraché) sans qu'aucune victime ne soit cependant à déplorer.

#### Données générales
| Mois                              | jan. | fév. | mars | avril | mai  | juin | jui. | août | sep. | oct. | nov. | déc. | année |
| --------------------------------- | ---- | ---- | ---- | ----- | ---- | ---- | ---- | ---- | ---- | ---- | ---- | ---- | ----- |
| Température minimale moyenne (°C) | 3,4  | 2,8  | 5,4  | 7,4   | 10,7 | 13,7 | 15,8 | 15,7 | 13,7 | 10,5 | 6,3  | 3,9  | 9,2   |
| Température moyenne (°C)          | 5,9  | 6,9  | 8,7  | 11,1  | 14,3 | 17,5 | 19,8 | 19,6 | 17,8 | 14,2 | 9,4  | 6,6  | 12,7  |
| Température maximale moyenne (°C) | 8,5  | 9,9  | 12,1 | 14,7  | 17,9 | 21,3 | 23,8 | 23,5 | 21,8 | 18   | 12,6 | 9,2  | 16,1  |
| Ensoleillement (h)                | 84   | 111  | 174  | 212   | 239  | 272  | 305  | 277  | 218  | 167  | 107  | 85   | 2 250 |
| Précipitations (mm)               | 82,5 | 66,1 | 57   | 52,7  | 61,1 | 42,9 | 35,1 | 46,4 | 56,5 | 81,6 | 91,8 | 81,8 | 755,3 |

| Ville                | Ensoleillement · (h/an) | Pluie · (mm/an) | Neige · (j/an) | Orage · (j/an) | Brouillard · (j/an) |
| -------------------- | ----------------------- | --------------- | -------------- | -------------- | ------------------- |
| Médiane nationale    | 1 852                   | 835             | 16             | 25             | 50                  |
| Saint-Palais-sur-Mer | 2 250                   | 755             | 4              | 13             | 26                  |
| Paris                | 1 717                   | 634             | 13             | 20             | 26                  |
| Nice                 | 2 760                   | 791             | 1              | 28             | 2                   |
| Strasbourg           | 1 747                   | 636             | 26             | 28             | 69                  |
| Brest                | 1 555                   | 1 230           | 6              | 12             | 78                  |
| Bordeaux             | 2 070                   | 987             | 3              | 32             | 78                  |

### Quartiers, hameaux et lieux-dits

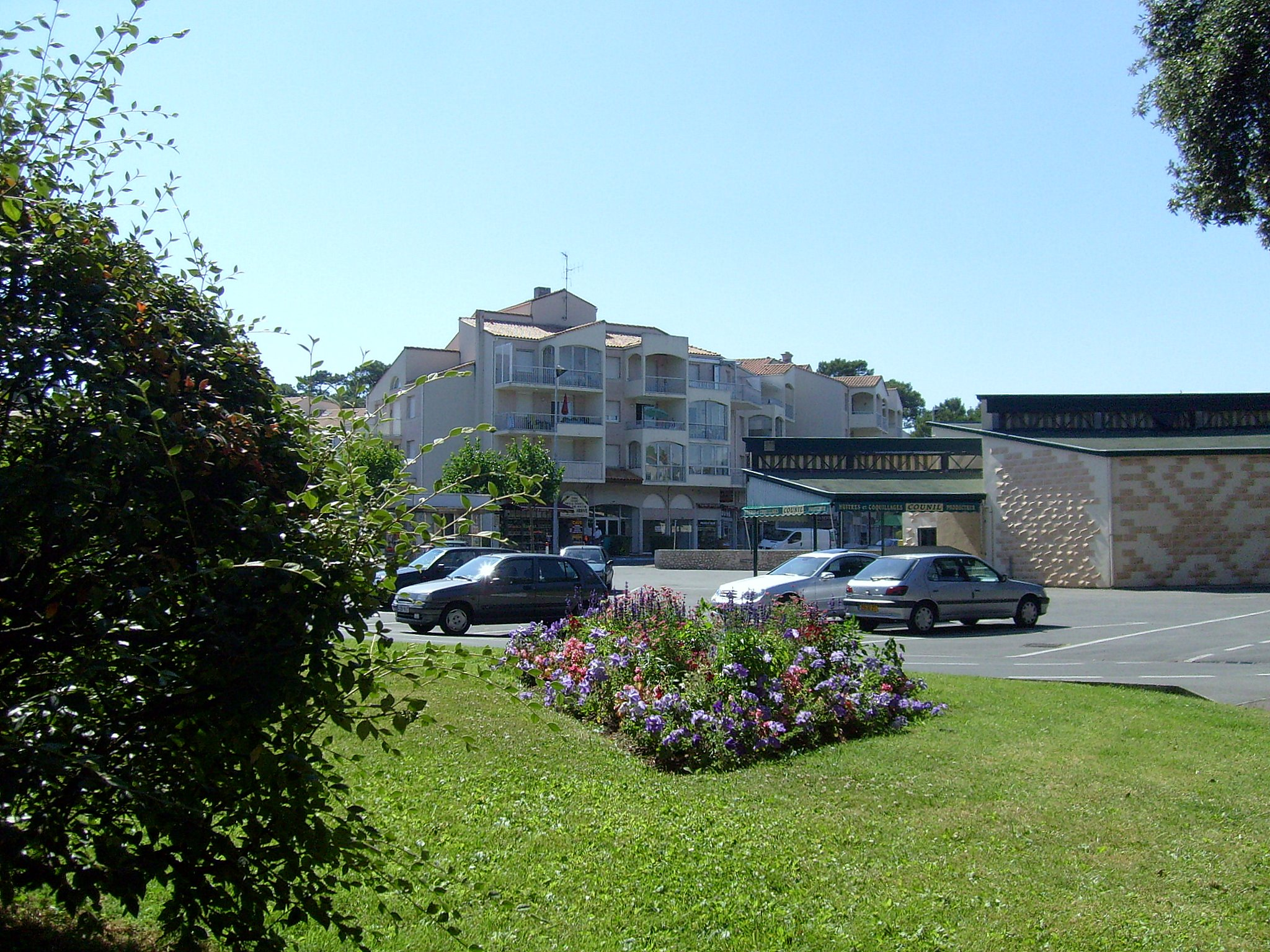
Immeubles du centre-ville, non loin des halles.

La commune est divisée en plusieurs quartiers, répartis autour du site de l'ancien village de Saint-Palais-de-Bren, qui abrite l'ancienne église paroissiale. L'actuel centre-ville fut constitué un peu plus au sud, afin d'être situé au plus près des plages. Il s'est développé à partir de la fin du XIXe siècle, mais fut considérablement modifié dans les années 1960, avec la construction de la place Centrale, ou place du Commerce, bordée de galeries marchandes et d'immeubles d'habitation de style moderniste, mais également avec l'aménagement du parc Raymond-Vignes et la rénovation de l’avenue de la République, principal axe commerçant de la cité.
À l'est de la ville, au milieu des pins, se trouve le quartier résidentiel de Nauzan, qui marque la limite de la commune avec Vaux-sur-Mer, autre composante de l'agglomération royannaise.
À l'extrême nord de la commune, on trouve le quartier de Courlay, qui abrite le temple protestant ainsi que la médiathèque. Une zone commerciale y a également été établie, non loin de la rocade. La partie occidentale de la commune abrite les quartiers résidentiels du Platin, de Puyraveau et de la Grande-Côte, où l'on peut admirer de nombreux témoignages de l'architecture balnéaire.

### Communes limitrophes
La commune est mitoyenne de Vaux-sur-Mer, qui se situe à 3 kilomètres à l'est du centre-ville, et des Mathes, commune balnéaire avec la Palmyre située à 10 kilomètres à l'ouest. Au nord, le territoire communal est bordé par les communes de Saint-Augustin, village situé à 6 kilomètres du centre-ville, et de Breuillet, à 7,5 kilomètres.
Sur l'autre rive de l'estuaire se trouve la commune du Verdon, dans le département de la Gironde, qui se trouve à 9 kilomètres en empruntant le bac, à Royan.
|            | Saint-Augustin       | Breuillet    |
| Les Mathes | Saint-Palais-sur-Mer | Vaux-sur-Mer |
|            | Océan Atlantique     |              |

### Voies de communication et transports

#### Voies routières
La ville est entièrement ceinturée par la rocade de Royan (D 25), qui dessert Royan et plusieurs communes périphériques. Elle est reliée à plusieurs axes routiers importants, permettant de rejoindre les principales villes de la région. Ainsi, la D733 est la principale voie d'accès vers Rochefort, et au-delà, vers la préfecture départementale, La Rochelle. De même, la RN 150 est l'axe principal reliant l'agglomération royannaise à la ville de Saintes, où se trouve un accès à l'autoroute A10, qui dessert Bordeaux et Paris.

#### Pistes cyclables
La ville est traversée par la véloroute EuroVelo 1 (également connue dans sa partie française sous le nom de « Vélodyssée ») qui relie la Norvège au Portugal. Sa partie allant de Saint-Palais-sur-Mer (La Grande-Côte) à La Tremblade (Ronce-les-Bains) est aménagée en voie verte, en site propre, sur près de trente kilomètres : la voie verte de Ronce-les-Bains à Saint-Palais-sur-Mer.

#### Voies ferroviaires
La ville de Saint-Palais-sur-Mer est également accessible par train, via la gare SNCF de Royan, qui accueille les TER Nouvelle-Aquitaine.

#### Transports aériens
La commune ne possède pas d'aéroport : les liaisons aériennes s'effectuent à partir des aéroports de La Rochelle-Île de Ré, à 70 kilomètres de Saint-Palais, ou de l'aéroport de Bordeaux-Mérignac, à 100 kilomètres au sud-est de la ville. L'aéroport de Rochefort-Saint-Agnant, à 40 kilomètres au nord, accueille des liaisons charters, principalement vers les îles Britanniques.
L'aérodrome de Royan-Médis, à une dizaine de kilomètres, est réservé à l'aviation légère.

## Urbanisme

### Typologie
Au 1er janvier 2024, Saint-Palais-sur-Mer est catégorisée ceinture urbaine, selon la nouvelle grille communale de densité à 7 niveaux définie par l'Insee en 2022.
Elle appartient à l'unité urbaine de Royan, une agglomération intra-départementale dont elle est une commune de la banlieue,. Par ailleurs la commune fait partie de l'aire d'attraction de Royan, dont elle est une commune de la couronne,. Cette aire, qui regroupe 26 communes, est catégorisée dans les aires de 50 000 à moins de 200 000 habitants,.
La commune, bordée par l'océan Atlantique, est également une commune littorale au sens de la loi du 3 janvier 1986, dite loi littoral. Des dispositions spécifiques d’urbanisme s’y appliquent dès lors afin de préserver les espaces naturels, les sites, les paysages et l’équilibre écologique du littoral, tel le principe d'inconstructibilité, en dehors des espaces urbanisés, sur la bande littorale des 100 mètres, ou plus si le plan local d’urbanisme le prévoit.

### Occupation des sols
L'occupation des sols de la commune, telle qu'elle ressort de la base de données européenne d’occupation biophysique des sols Corine Land Cover (CLC), est marquée par l'importance des forêts et milieux semi-naturels (51,4 % en 2018), une proportion sensiblement équivalente à celle de 1990 (51,8 %). La répartition détaillée en 2018 est la suivante : 
forêts (49,6 %), zones urbanisées (35,5 %), espaces verts artificialisés, non agricoles (6,2 %), zones agricoles hétérogènes (6,1 %), espaces ouverts, sans ou avec peu de végétation (1,8 %), eaux maritimes (0,4 %), zones humides côtières (0,2 %), terres arables (0,1 %), prairies (0,1 %). L'évolution de l’occupation des sols de la commune et de ses infrastructures peut être observée sur les différentes représentations cartographiques du territoire : la carte de Cassini (XVIIIe siècle), la carte d'état-major (1820-1866) et les cartes ou photos aériennes de l'IGN pour la période actuelle (1950 à aujourd'hui).

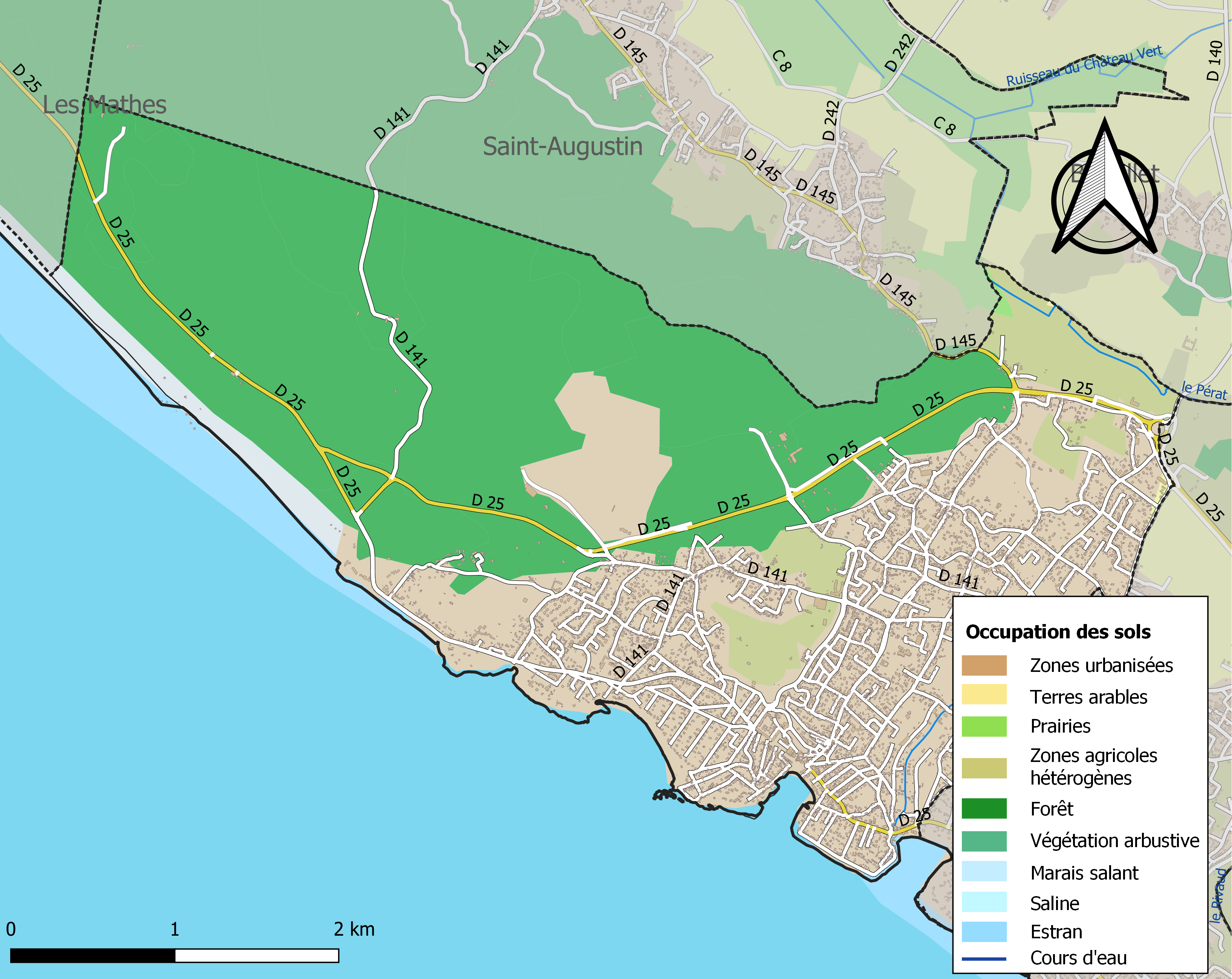
Carte des infrastructures et de l'occupation des sols de la commune en 2018 (CLC).

### Risques majeurs
Le territoire de la commune de Saint-Palais-sur-Mer est vulnérable à différents aléas naturels : météorologiques (tempête, orage, neige, grand froid, canicule ou sécheresse), inondations, feux de forêts, mouvements de terrains et séisme (sismicité faible). Il est également exposé à un risque technologique, le transport de matières dangereuses. Un site publié par le BRGM permet d'évaluer simplement et rapidement les risques d'un bien localisé soit par son adresse soit par le numéro de sa parcelle.

#### Risques naturels
La commune fait partie du territoire à risques importants d'inondation (TRI) du littoral charentais-maritime, regroupant 40 communes concernées par un risque de submersion marine de la zone côtière, un des 21 TRI qui ont été arrêtés fin 2012 sur le bassin Adour-Garonne et confirmé en 2018 lors du second cycle de la Directive inondation, mais annulé en 2020. Les submersions marines les plus marquantes des XXe et XXIe siècles antérieures à 2019 sont celles liées à la tempête du 9 février 1924, à la tempête du 15 février 1957, aux tempêtes Lothar et Martin des 26 et 27 décembre 1999 et à la tempête Xynthia des 27 et 28 février 2010. D’une violence exceptionnelle, la tempête Xynthia a fortement endommagé le littoral de la Charente Maritime : douze personnes ont perdu la vie (essentiellement par noyade), des centaines de familles ont dû être relogées, et, sur un linéaire de l’ordre de 400 km de côte et de 225 km de défenses contre la mer, environ la moitié de ces ouvrages a subi des dommages plus ou moins importants. C’est environ 5 000 à 6 000 bâtiments qui ont été submergés et 40 000 ha de terres agricoles. La commune a été reconnue en état de catastrophe naturelle au titre des dommages causés par les inondations et coulées de boue survenues en 1982, 1999, 2010 et 2020,.
Saint-Palais-sur-Mer est exposée au risque de feu de forêt du fait de la présence sur son territoire du massif de la presqu’île d’Arvert, un massif classé à risque dans le plan départemental de protection des forêts contre les incendies (PDPFCI), élaboré pour la période 2017-2026 et qui fait suite à un plan 2007-2016. Les mesures individuelles de prévention contre les incendies sont précisées par divers arrêtés préfectoraux et s’appliquent dans les zones exposées aux incendies de forêt et à moins de 200 mètres de celles-ci. L’article L.131-1 du code forestier et l’arrêté du 2 décembre 2020 règlementent l'emploi du feu en interdisant notamment d’apporter du feu, de fumer et de jeter des mégots de cigarette dans les espaces sensibles et sur les voies qui les traversent sous peine de sanctions. Un autre arrêté du 2 décembre 2020 rend le débroussaillement obligatoire, incombant au propriétaire ou ayant droit,,,.

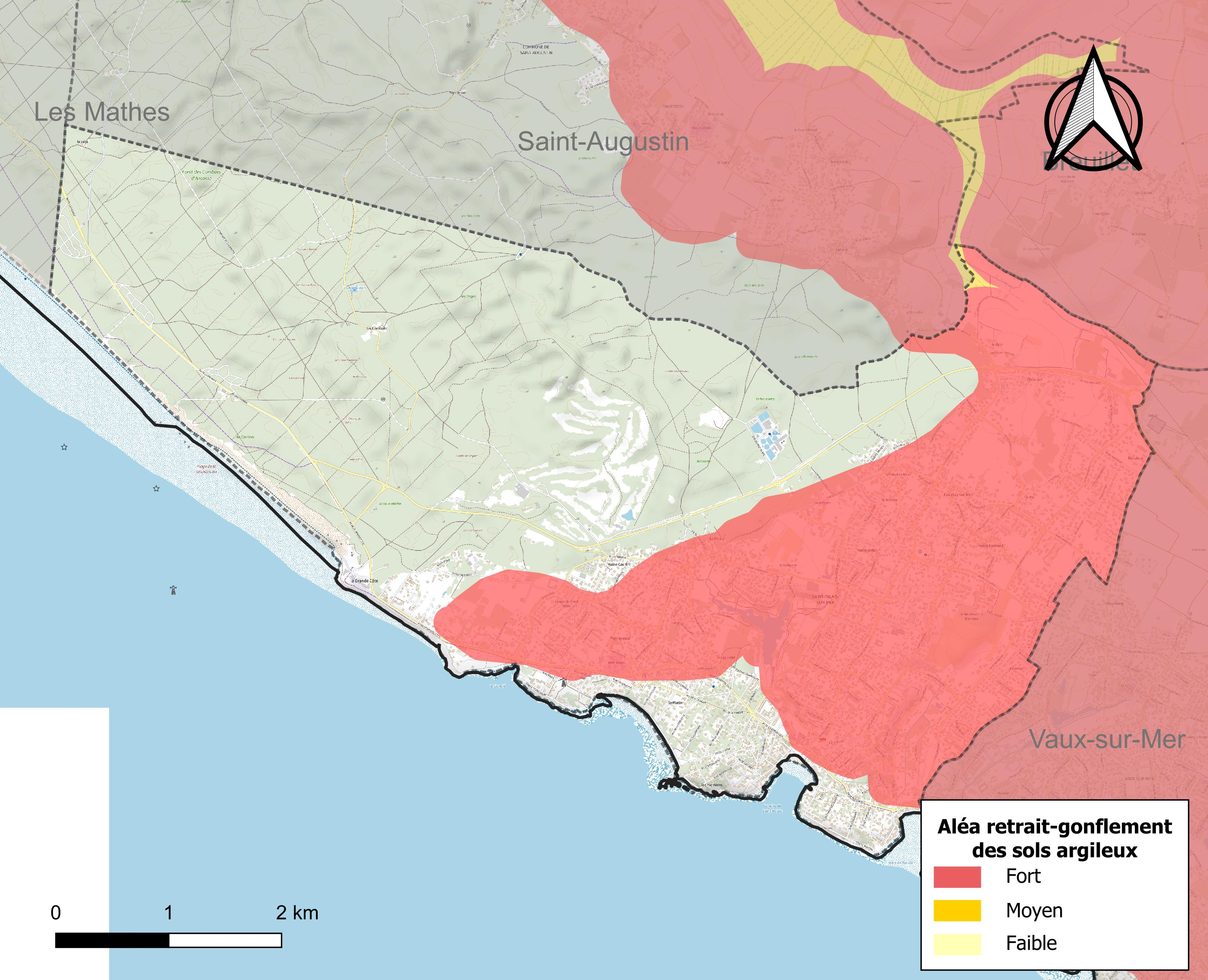
Carte des zones d'aléa retrait-gonflement des sols argileux de Saint-Palais-sur-Mer.

Les mouvements de terrains susceptibles de se produire sur la commune sont des affaissements et effondrements liés aux cavités souterraines (hors mines) et des tassements différentiels. Par ailleurs, afin de mieux appréhender le risque d’affaissement de terrain, l'inventaire national des cavités souterraines permet de localiser celles situées sur la commune.
Le retrait-gonflement des sols argileux est susceptible d'engendrer des dommages importants aux bâtiments en cas d’alternance de périodes de sécheresse et de pluie. 38,4 % de la superficie communale est en aléa moyen ou fort (54,2 % au niveau départemental et 48,5 % au niveau national). Sur les 4 980 bâtiments dénombrés sur la commune en 2019, 4 077 sont en aléa moyen ou fort, soit 82 %, à comparer aux 57 % au niveau départemental et 54 % au niveau national. Une cartographie de l'exposition du territoire national au retrait gonflement des sols argileux est disponible sur le site du BRGM,.
Par ailleurs, afin de mieux appréhender le risque d’affaissement de terrain, l'inventaire national des cavités souterraines permet de localiser celles situées sur la commune.
Concernant les mouvements de terrains, la commune a été reconnue en état de catastrophe naturelle au titre des dommages causés par la sécheresse en 1989, 1991, 1996, 2003, 2005, 2011 et 2017 et par des mouvements de terrain en 1999 et 2010.

#### Risques technologiques
Le risque de transport de matières dangereuses sur la commune est lié à sa traversée par une ou des infrastructures routières ou ferroviaires importantes ou la présence d'une canalisation de transport d'hydrocarbures. Un accident se produisant sur de telles infrastructures est susceptible d’avoir des effets graves sur les biens, les personnes ou l'environnement, selon la nature du matériau transporté. Des dispositions d’urbanisme peuvent être préconisées en conséquence.

## Toponymie
La commune tire son nom de saint Pallais (sanctus Palladius), évêque de Saintes au VIe siècle.
La ville est connue à l'origine comme Saint-Pallais-de-Bren (ou Saint-Palais-de-Bren), sans doute de l'anthroponyme Brennos ou Brennus. Pendant la Révolution, de 1791 à 1793, la ville porta furtivement le nom de Chaumières-sur-mer, avant de retrouver son nom d'origine.
Le bourg abrita un bureau de la ferme générale (les percepteurs d'impôts de l'époque) dès 1729, qui surveillait tout l'estuaire, et devint officiellement Bureau-les-Bains en 1840, à la suite de l'installation d'un bureau de douane.
Ce n'est qu'en 1911 que la commune choisit de prendre son nom actuel, Saint-Palais-sur-Mer.

## Histoire

### Les origines de la cité

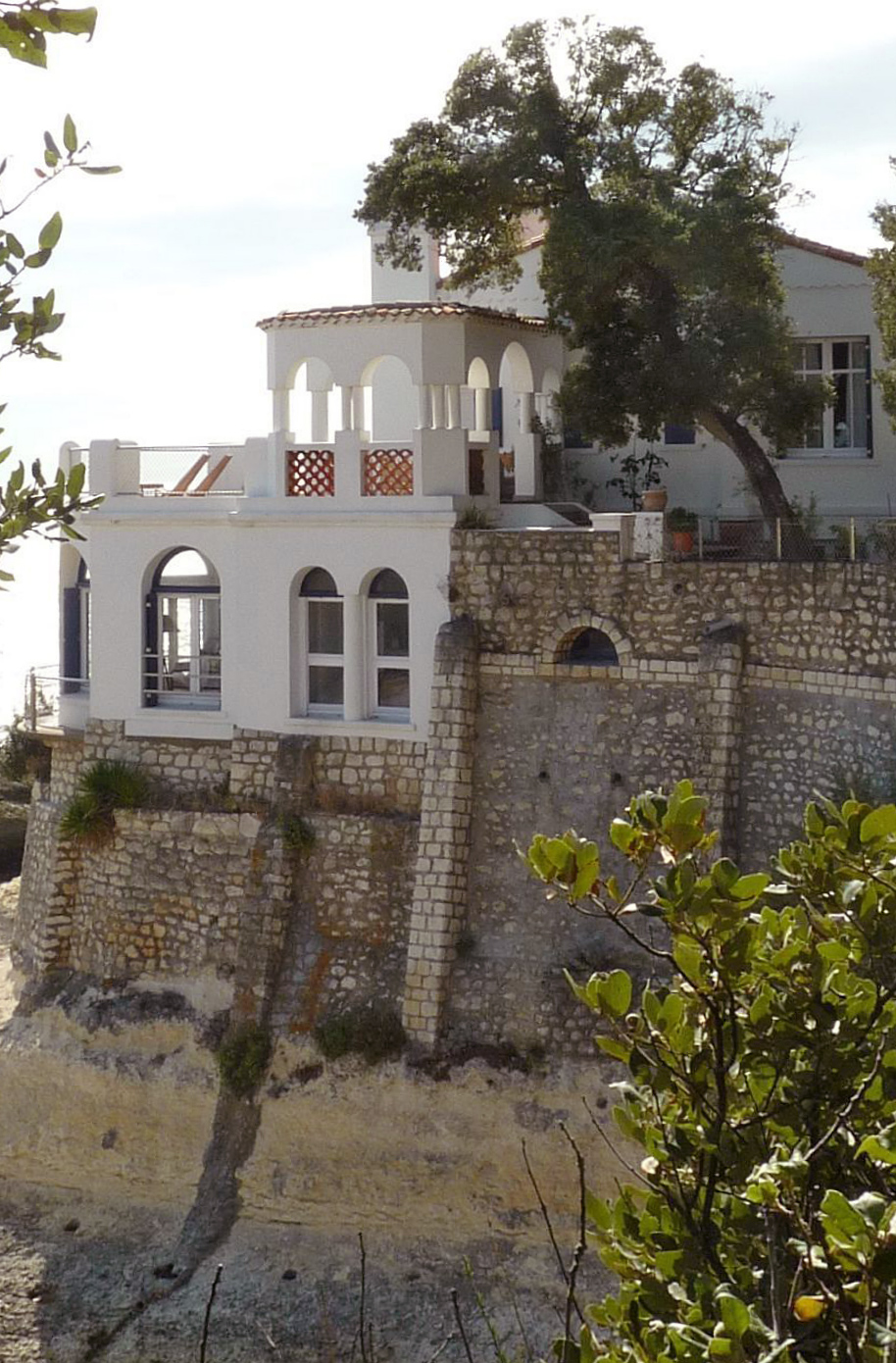
Villa à Saint-Palais-sur-Mer.

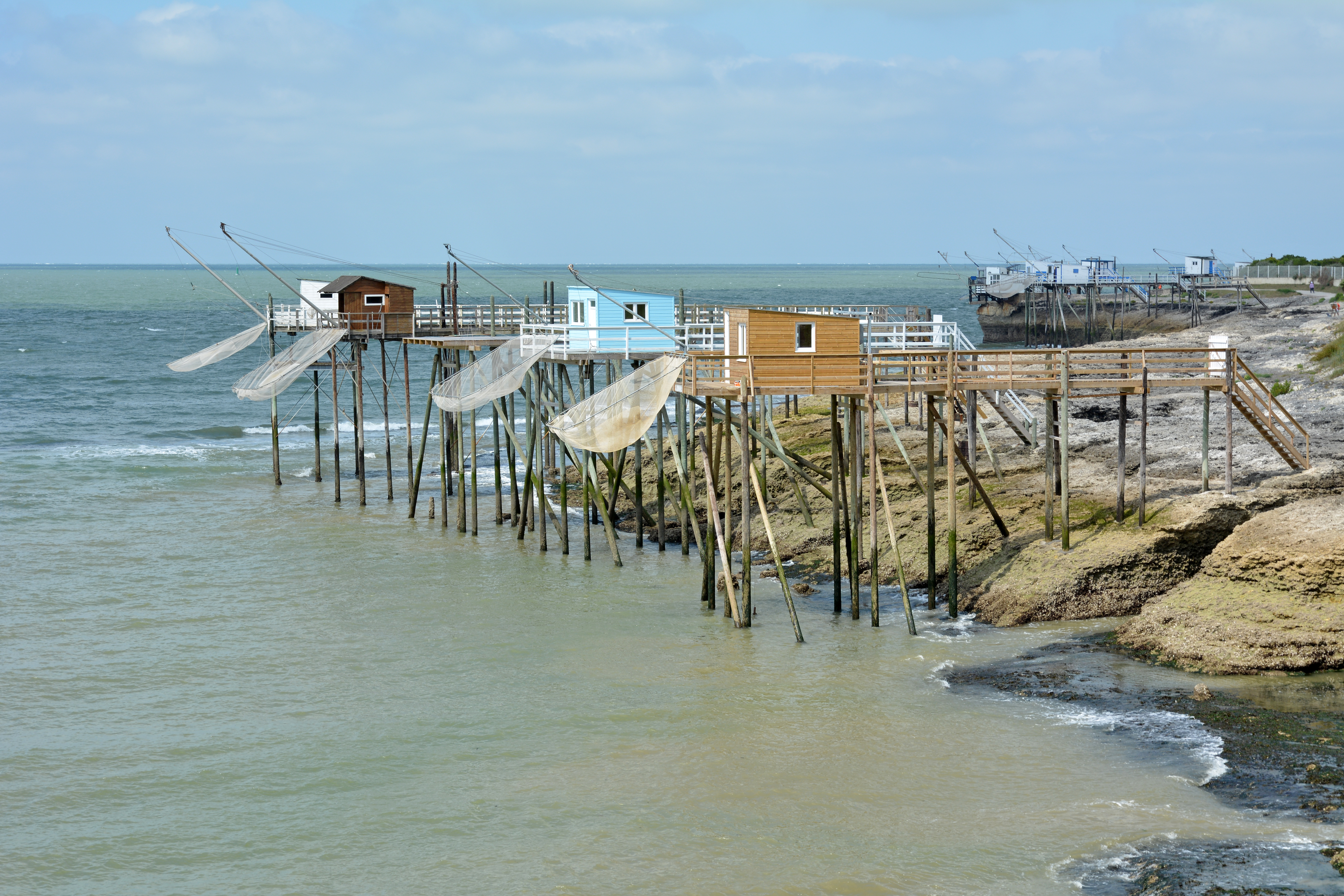
Les premiers pontons de pêche au carrelet sont installés sur la côte au XIXe siècle.

Si le site de l'actuelle commune de Saint-Palais semble avoir été occupé de longue date, ce qu'attestent les vestiges de souterrains datant du néolithique et servant de refuges aux Hommes à la fin de la préhistoire découverts sur la commune ainsi que quelques vestiges d'époque gallo-romaine retrouvés lors de la construction de la station d'épuration, ce n'est qu'à partir du XIe siècle que l'on trouve une première trace écrite de la ville, à travers la mention de l'église Saint-Pallais (Sanctus Palladius), siège d'une paroisse dépendante de l'abbaye de Vaux. À cette époque, Saint-Palais-de-Bren (son nom d'alors) forme un habitat épars, composé de plusieurs hameaux, répartis tant en bord de mer, au milieu des dunes, que dans l'intérieur des terres. Au nord de l'actuelle commune, dans la forêt des Combots, semble avoir existé une paroisse indépendante, formant un village fortifié baptisé Anchoine ou Anchoisne, dont l'ingénieur Claude Masse décrira les vestiges au XVIIIe siècle. Ce village aurait été recouvert par les sables, à l'instar du village de Notre-Dame-de-Buze, à quelques kilomètres au nord. Le village devient une seigneurie au XIVe siècle : quelques traces du logis noble, en particulier une tour et quelques murs, furent conservés et incorporés à une construction au début du XIXe siècle.

### Du village de pêcheur à la folie des bains de mer

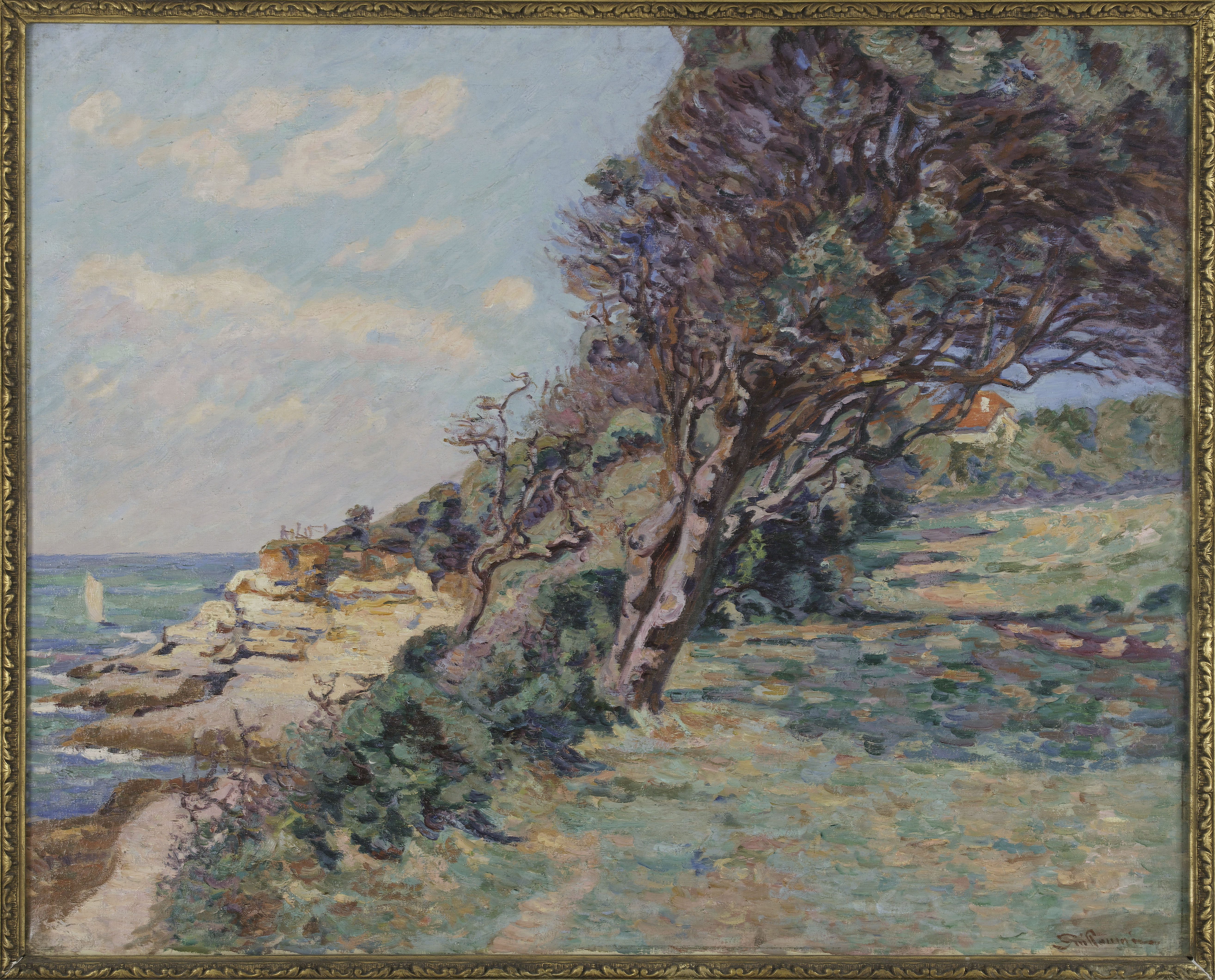
Saint-Palais, la Pointe de la Douane, août 92, 10 heures du matin
Armand Guillaumin, 1892
Petit Palais, Paris

Comme dans une grande partie de la presqu'île d'Arvert, la religion réformée devient prépondérante à Saint-Palais, et dès 1682, une enquête révèle que plus des 2/3 des foyers de la paroisse adhèrent au protestantisme. Il faudra pourtant attendre 1752 pour que soit élevé le premier temple, à l'écart du bourg, non sans de grandes difficultés. Le village devient une station de pilotage, tandis que la pêche se développe. De nombreux phares et balises sont édifiés sur le territoire de la paroisse, tel le phare de Terre-nègre, datant de 1770, tandis que l'on plante de nombreux arbres pour tenter de fixer les dunes, toujours très dangereuses dans la région, et dont on dit « qu'elles marchent » en Arvert, comme pour mieux signifier qu'elles peuvent engloutir des habitations et des terres en très peu de temps. Néanmoins, au début du XIXe siècle, une partie du village est désertée à cause de cette menace, et il faudra attendre un décret impérial, publié en 1810, puis une campagne accrue de plantation de pins maritimes, entre 1824 et 1830, pour que le dépeuplement de la commune cesse enfin. Dans la seconde moitié du siècle, l'engouement des bains de mer transforme la commune, qui était jusque-là un simple village tourné vers la pêche, siège d'un bureau des douanes depuis 1840. Ce bureau de douanes donnera par ailleurs son nom à la commune, rebaptisée Bureau-les-Bains. Les plages sont aménagées et les premières villas balnéaires construites.

### Naissance d'une ville: les Années folles
Bénéficiant de la renommée de la ville mondaine de Royan, distante de quelques kilomètres, le village connaît une explosion démographique. À partir de  1880 environ, et en l'espace de quelques années, le village paisible deviendra une station balnéaire à part entière, attirant de plus en plus de monde, et nécessitant de plus en plus d'aménagements. En 1897, la ville, jusque-là relativement enclavée, est reliée à Royan par le tramway. Des commerces sont implantés, des routes tracées. Les domaines vendent plusieurs parcelles comme le "Bois du Roy" (1898), loti par l'entrepreneur bordelais Simon Paquet. Comme à Royan, des « folies » architecturales sont réalisées, comme l'on peut encore le voir avec la villa Primavera, véritable palais néo-roman. Les libéralités de son promoteur, Louis-Jean d'Auby, permettent de construire de grandes halles en 1905, et une nouvelle église, plus vaste, est bâtie en 1909. Un casino est ouvert à La Grande Côte. En 1911 enfin, la commune prend officiellement le nom de Saint-Palais-sur-Mer.
La ville accueillera jusqu'à la Seconde Guerre mondiale des personnalités importantes du monde politique, des artistes et des vedettes de cinéma. Trotsky, alors en exil, se réfugiera à Saint-Palais quelque temps avant de partir au Mexique : il y aurait rencontré André Malraux à plusieurs reprises.
En 1924 se produira un raz de marée qui marquera les esprits du temps : le niveau de la mer serait monté de 5 mètres, causant de terribles dégâts aux infrastructures de la commune. Il s'agit probablement d'une tempête hivernale qui a affecté toute la côte.

### Les années noires
Un autre raz de marée, bien plus terrible, submergera la ville en 1940, avec l'occupation de Saint-Palais par les troupes nazies. L'occupant fortifie la commune. Sur l'ordre direct de Hitler, l'organisation Todt se charge de la construction de nombreux blockhaus, dont on peut voir plusieurs vestiges, notamment près de la Grande-côte, tandis que le clocher de l'ancienne église est utilisé comme tour de guet. Néanmoins, la ville souffrira peu des bombardements alliés et des combats de la Libération, au contraire de son infortunée voisine, Royan.

### Le renouveau
À partir des années 1960 est mis en place un grand projet immobilier qui transformera le centre-ville en profondeur, et qui suscitera maintes polémiques. Décision est prise d'abattre les halles, la salle des fêtes et la quasi-totalité des commerces de l'avenue de la République, pour les remplacer par des immeubles modernistes, donnant son aspect actuel au centre de la cité.
La ville est aujourd'hui une station balnéaire intégrée à l'agglomération royannaise, appréciée pour ses plages, sa vie nocturne, due à la présence d'une discothèque et de plusieurs bars d'ambiance, ainsi que pour son jardin public, le parc Raymond Vignes.

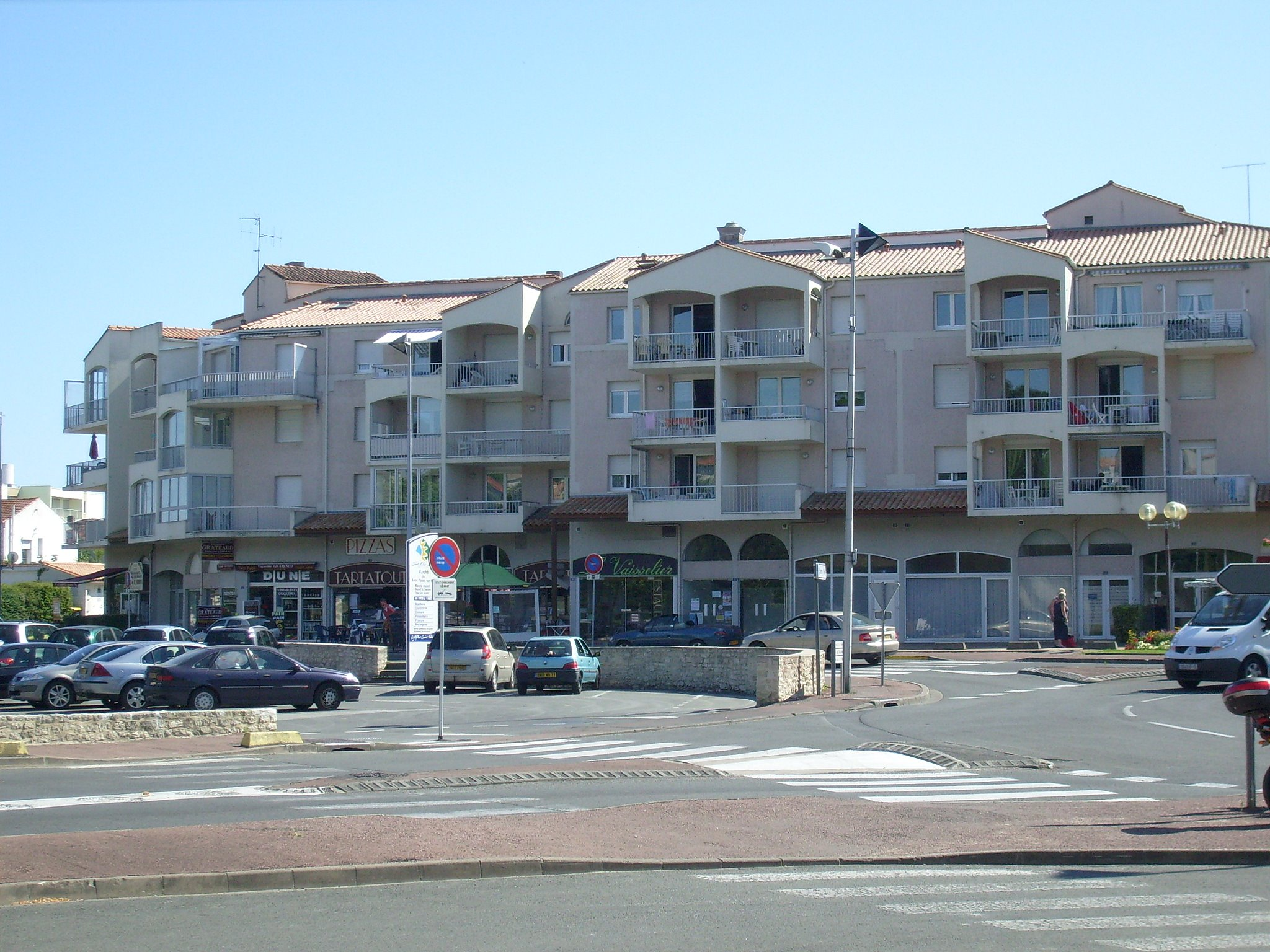
Centre-ville.
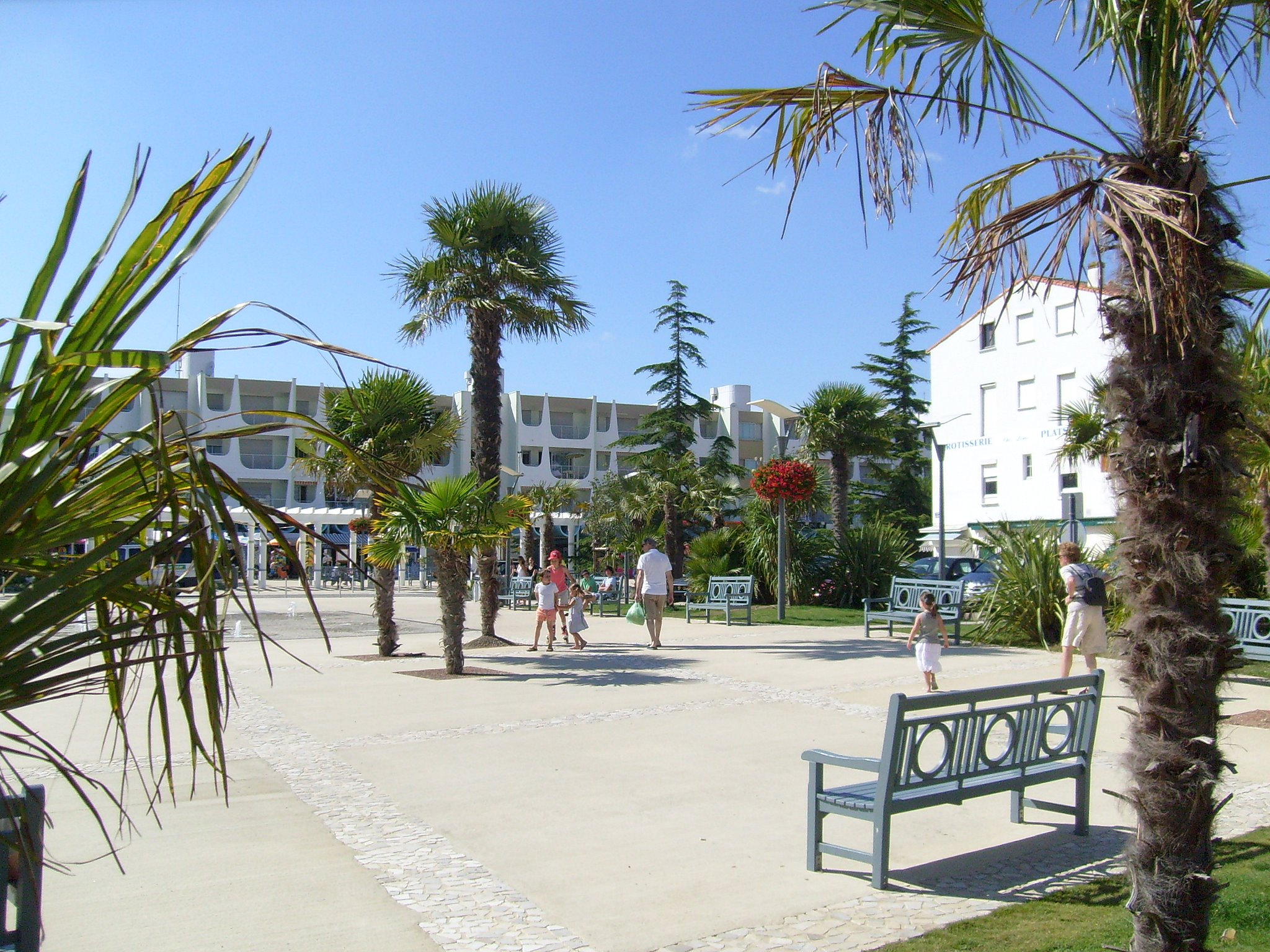
La place centrale de Saint-Palais.
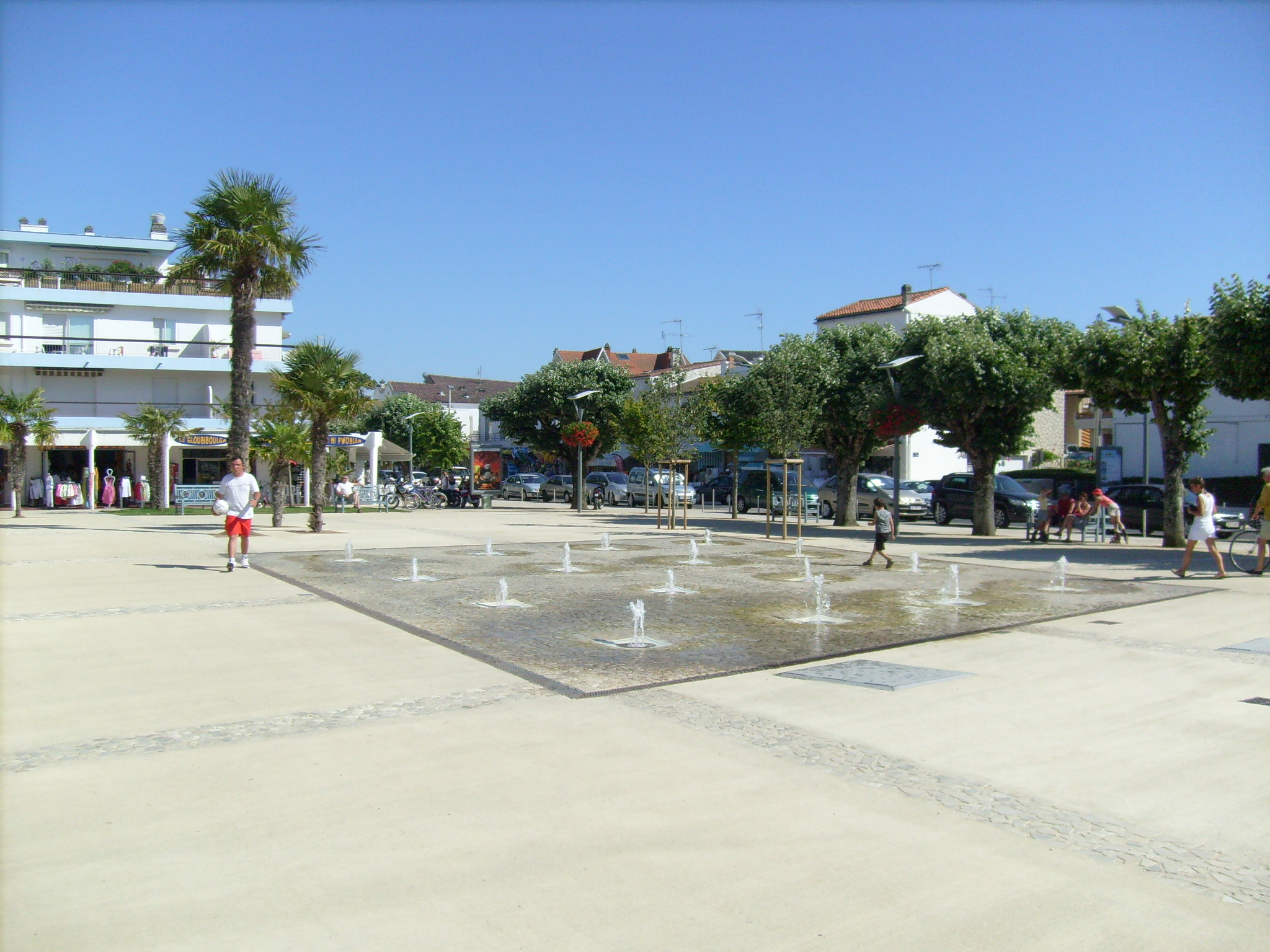
Les fontaines sur la place centrale.
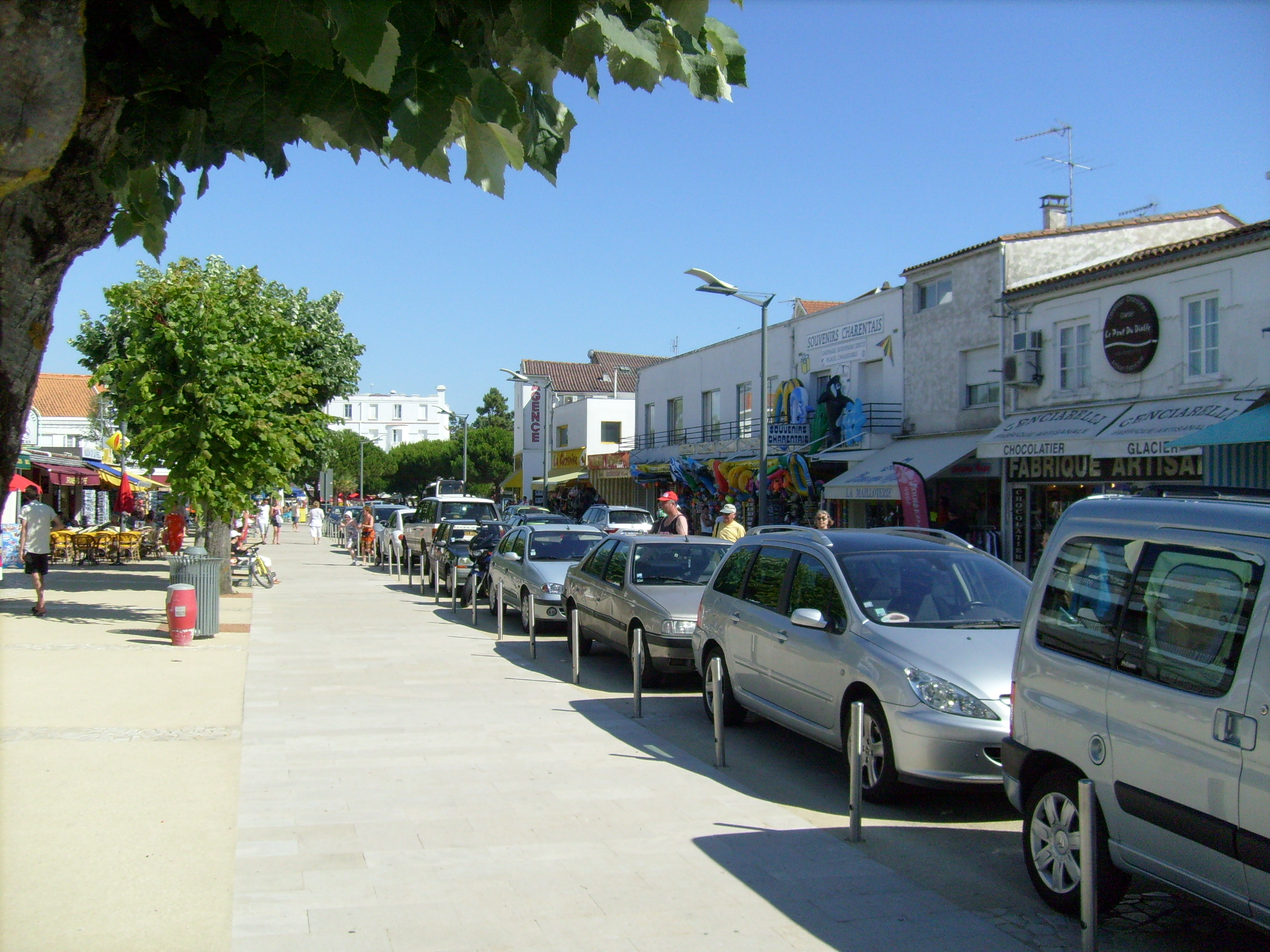
L'avenue de la République, artère commerçante du centre-ville.

## Politique et administration

### Administration municipale
De 1789 à 1799, en vertu de la loi du 14 décembre 1789, les agents municipaux (maires) sont élus au suffrage direct pour 2 ans et rééligibles, par les citoyens actifs de la commune âgés d'au moins 25 ans, contribuables payant une contribution au moins égale à 3 journées de travail dans la commune. Sont éligibles ceux qui paient un impôt équivalent au moins à dix journées de travail.

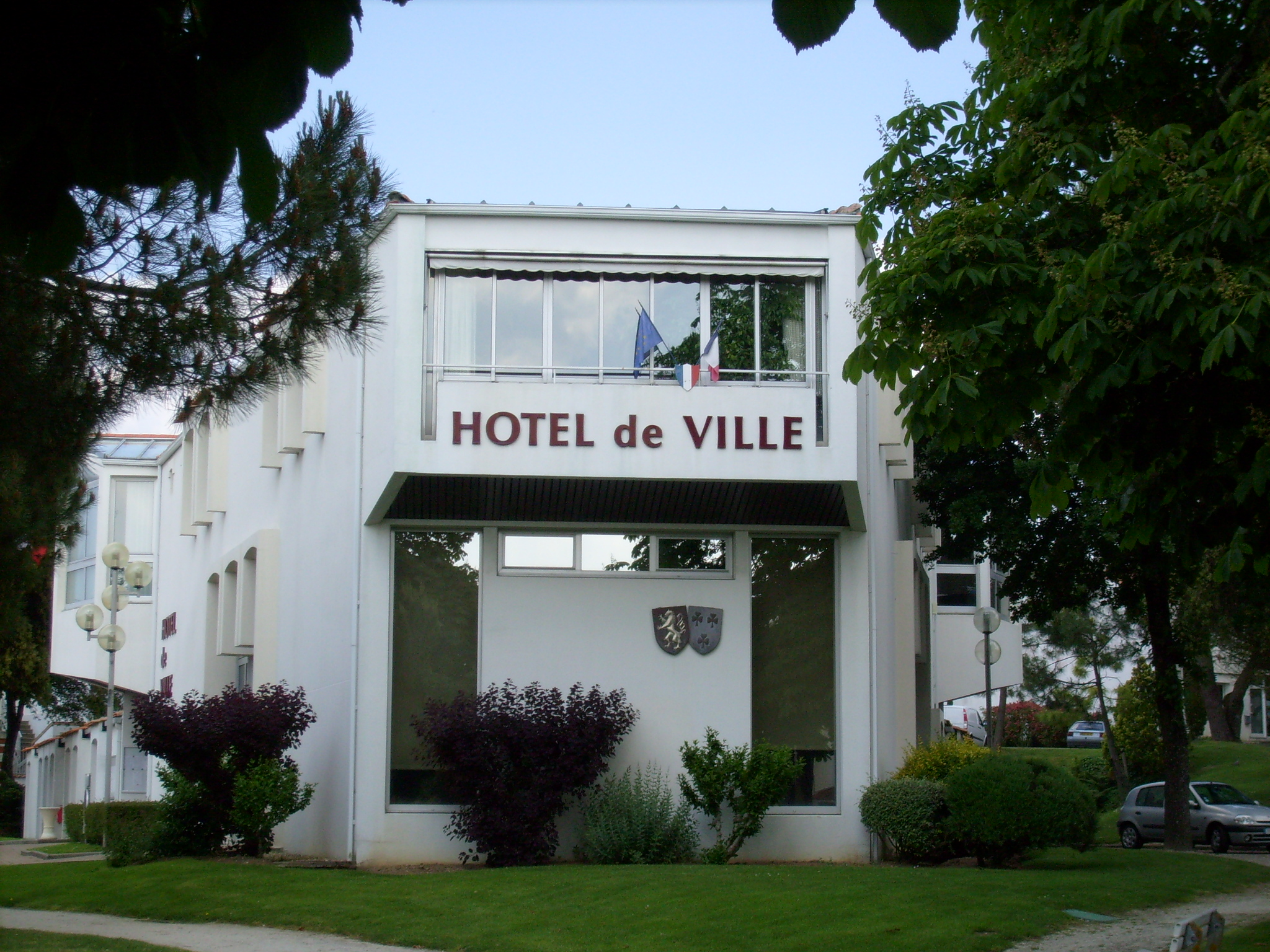
L'hôtel de ville de Saint-Palais-sur-Mer.

De 1799 à 1848, La constitution du 22 frimaire an VIII (13 décembre 1799) revient sur l’élection du maire, les maires sont nommés par le préfet pour les communes de moins de 5 000 habitants. La Restauration instaure la nomination des maires et des conseillers municipaux. Après les lois organiques 1831, les maires sont nommés (par le roi pour les communes de plus de 3 000 habitants, par le préfet pour les plus petites), mais les conseillers municipaux sont élus au suffrage censitaire pour six ans.
Du 3 juillet 1848 à 1851, les maires sont élus par le conseil municipal pour les communes de moins de 6 000 habitants.
De 1851 à 1871, les maires sont nommés par le préfet, pour les communes de moins de 3 000 habitants et pour 5 ans à partir de 1855. Après 1871, les maires sont de nouveau élus, sauf dans les chefs-lieux (de départements, d'arrondissements ou de cantons).
Ce n'est que le 28 mars 1882, qu'une loi sur l’organisation municipale (encore en vigueur) est votée, et qui régit le principe de l'élection du maire et des adjoints par le conseil municipal, quelle que soit l'importance de la commune (sauf pour Paris). La loi du 5 avril 1884 fixe le mandat à quatre ans, durée portée le 10 avril 1929 à six ans.
De par sa taille, la commune dispose d'un conseil municipal de 27 membres (article L2121-2 du Code général des collectivités territoriales).
Les Saint-Palaisiens ont été obligés de revoter le 2 août 2008 à la suite de l'annulation par le tribunal de Poitiers du second tour des élections municipales de mars 2008[pourquoi ?].

### Région
À la suite de la réforme administrative de 2014 ramenant le nombre de régions de France métropolitaine de 22 à 13, la commune appartient depuis le 1er janvier 2016 à la région Nouvelle-Aquitaine, dont la capitale est Bordeaux. De 1972 au 31 décembre 2015, elle a appartenu à la région Poitou-Charentes, dont le chef-lieu était Poitiers.

### Canton
La commune de Saint-Palais-sur-Mer est une des neuf communes composant le canton de La Tremblade, dont elle est la deuxième commune la plus peuplée derrière La Tremblade. Avant le mois de mars 2015, elle appartenait au canton de Royan-Ouest.

### Intercommunalité
Saint-Palais-sur-mer est une des 33 communes de la Communauté d'agglomération Royan Atlantique.

### Jumelage et coopération
Steißlingen (Allemagne) depuis 1992

### Politique environnementale
Dans son palmarès 2024, le Conseil national de villes et villages fleuris de France a attribué trois fleurs à la commune.

## Démographie
Lors de la saison touristique, en juillet et août, la population totale, incluant les campings, dépasse les 30 000 habitants. Cet accroissement saisonnier de la population a imposé à la commune la construction d'un grand nombre d'infrastructures, notamment la station d'épuration construite en bordure de la forêt, à proximité du golf.

### Évolution de la population
L'évolution du nombre d'habitants est connue à travers les recensements de la population effectués dans la commune depuis 1793. Pour les communes de moins de 10 000 habitants, une enquête de recensement portant sur toute la population est réalisée tous les cinq ans, les populations de référence des années intermédiaires étant quant à elles estimées par interpolation ou extrapolation. Pour la commune, le premier recensement exhaustif entrant dans le cadre du nouveau dispositif a été réalisé en 2008.

En 2022, la commune comptait 3 879 habitants, en évolution de −0,26 % par rapport à 2016 (Charente-Maritime : +4,04 %, France hors Mayotte : +2,11 %).
| 1793 | 1800 | 1806 | 1821 | 1831 | 1836 | 1841 | 1846 | 1851 |
| ---- | ---- | ---- | ---- | ---- | ---- | ---- | ---- | ---- |
| 748  | 720  | 741  | 729  | 760  | 762  | 781  | 807  | 802  |

| 1856 | 1861 | 1866 | 1872 | 1876 | 1881 | 1886 | 1891 | 1896 |
| ---- | ---- | ---- | ---- | ---- | ---- | ---- | ---- | ---- |
| 810  | 815  | 763  | 798  | 756  | 791  | 824  | 797  | 820  |

| 1901 | 1906 | 1911  | 1921  | 1926  | 1931  | 1936  | 1946  | 1954  |
| ---- | ---- | ----- | ----- | ----- | ----- | ----- | ----- | ----- |
| 895  | 930  | 1 044 | 1 082 | 1 164 | 1 207 | 1 262 | 2 479 | 2 252 |

| 1962  | 1968  | 1975  | 1982  | 1990  | 1999  | 2006  | 2008  | 2013  |
| ----- | ----- | ----- | ----- | ----- | ----- | ----- | ----- | ----- |
| 2 192 | 2 209 | 2 127 | 2 370 | 2 736 | 3 343 | 3 769 | 3 890 | 3 926 |

| 2018  | 2022  | - | - | - | - | - | - | - |
| ----- | ----- | - | - | - | - | - | - | - |
| 3 905 | 3 879 | - | - | - | - | - | - | - |

### Pyramide des âges
La population de la commune est âgée.
En 2018, le taux de personnes d'un âge inférieur à 30 ans s'élève à 14,3 %, soit en dessous de la moyenne départementale (29 %). À l'inverse, le taux de personnes d'âge supérieur à 60 ans est de 60,5 % la même année, alors qu'il est de 34,9 % au niveau départemental.
En 2018, la commune comptait 1 833 hommes pour 2 072 femmes, soit un taux de 53,06 % de femmes, légèrement supérieur au taux départemental (52,15 %).
Les pyramides des âges de la commune et du département s'établissent comme suit.
| Hommes | Classe d’âge | Femmes |
| ------ | ------------ | ------ |
| 1,9    | 90 ou +      | 3,6    |
| 18,0   | 75-89 ans    | 17,1   |
| 40,9   | 60-74 ans    | 39,7   |
| 16,6   | 45-59 ans    | 18,6   |
| 7,6    | 30-44 ans    | 7,4    |
| 8,5    | 15-29 ans    | 6,5    |
| 6,5    | 0-14 ans     | 7,2    |

| Hommes | Classe d’âge | Femmes |
| ------ | ------------ | ------ |
| 1,1    | 90 ou +      | 2,6    |
| 10,1   | 75-89 ans    | 12,6   |
| 22     | 60-74 ans    | 23,2   |
| 20,1   | 45-59 ans    | 19,7   |
| 16,1   | 30-44 ans    | 15,6   |
| 15,2   | 15-29 ans    | 12,7   |
| 15,4   | 0-14 ans     | 13,6   |

## Économie
La commune est au cœur d'un bassin d'emploi particulièrement attractif, la zone d'emploi de Royan (issue de la partition de l'ancienne zone d'emploi Saintonge maritime, qui regroupait les régions de Royan et de Rochefort), forte de 27 753 emplois en 2008. La zone d'emploi de Royan est, avec celle de La Rochelle, la plus dynamique de l'ex-région Poitou-Charentes, toutes deux profitant « d'un tissu économique et d'une démographie dynamiques » (Insee). La croissance y est particulièrement soutenue, du fait du développement des activités tertiaires. Saint-Palais-sur-Mer, qui appartient au bassin de vie de Royan, partage avec celle-ci une économie basée sur le tourisme, essentiellement balnéaire, mais aussi sur les services et le commerce.
Les principales industries sont directement liées au tourisme : il s'agit notamment de la discothèque Le Rancho, des différents bars de nuit ainsi que des boutiques du centre-ville. Le centre-commercial Super U emploie également plusieurs dizaines de personnes.
Le taux de chômage est un peu supérieur à la moyenne nationale, puisqu'il avoisine les 15,7 %, ce qui correspond à peu de chose près à la moyenne départementale, qui était de 15,39 % en 1999.
D'une manière générale, la population est relativement aisée, avec une moyenne de 19 421 € par an et par ménage. Le taux de personnes propriétaires de leur logement est de 72,7 %.

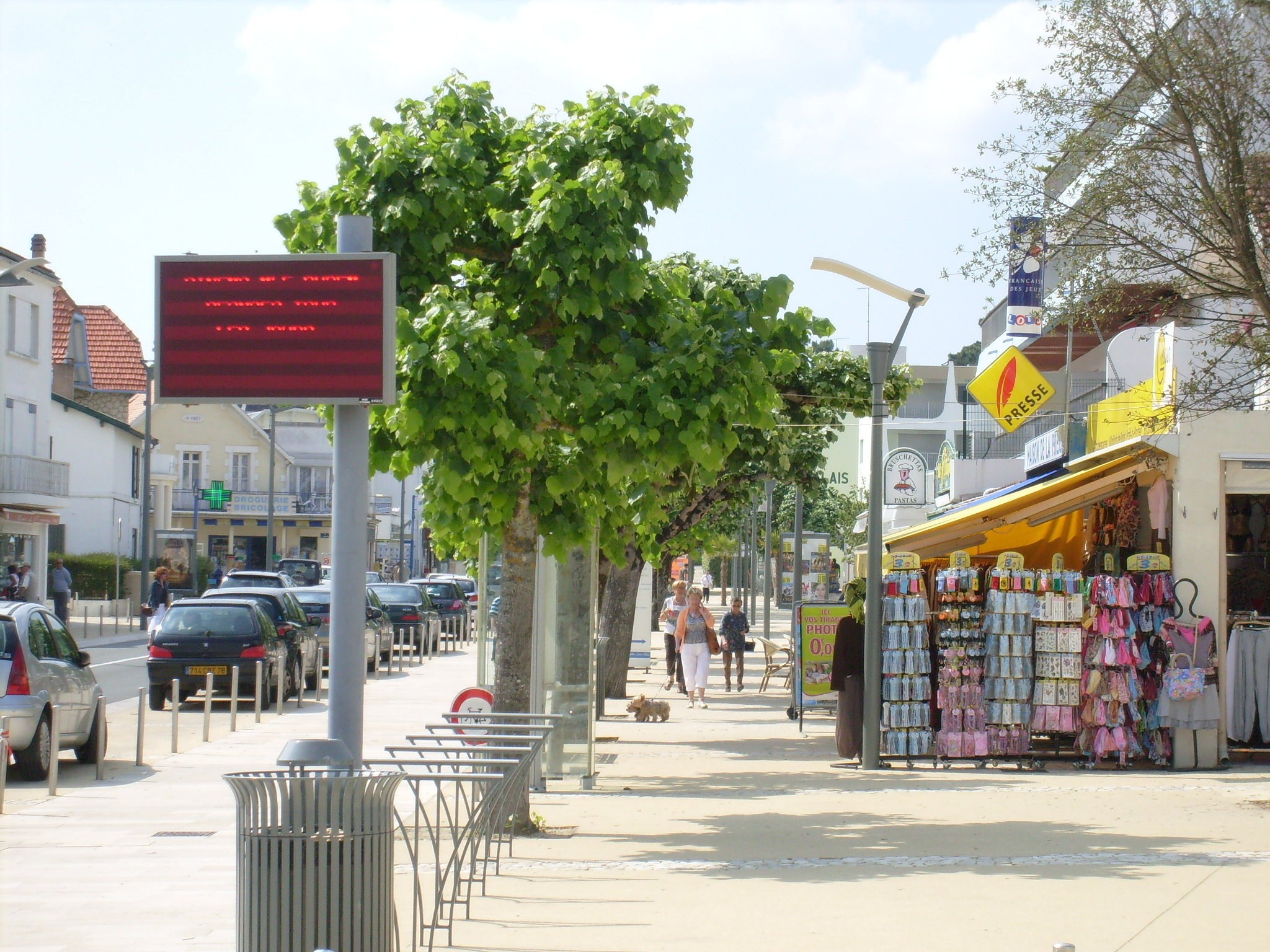
Avenue de la République.
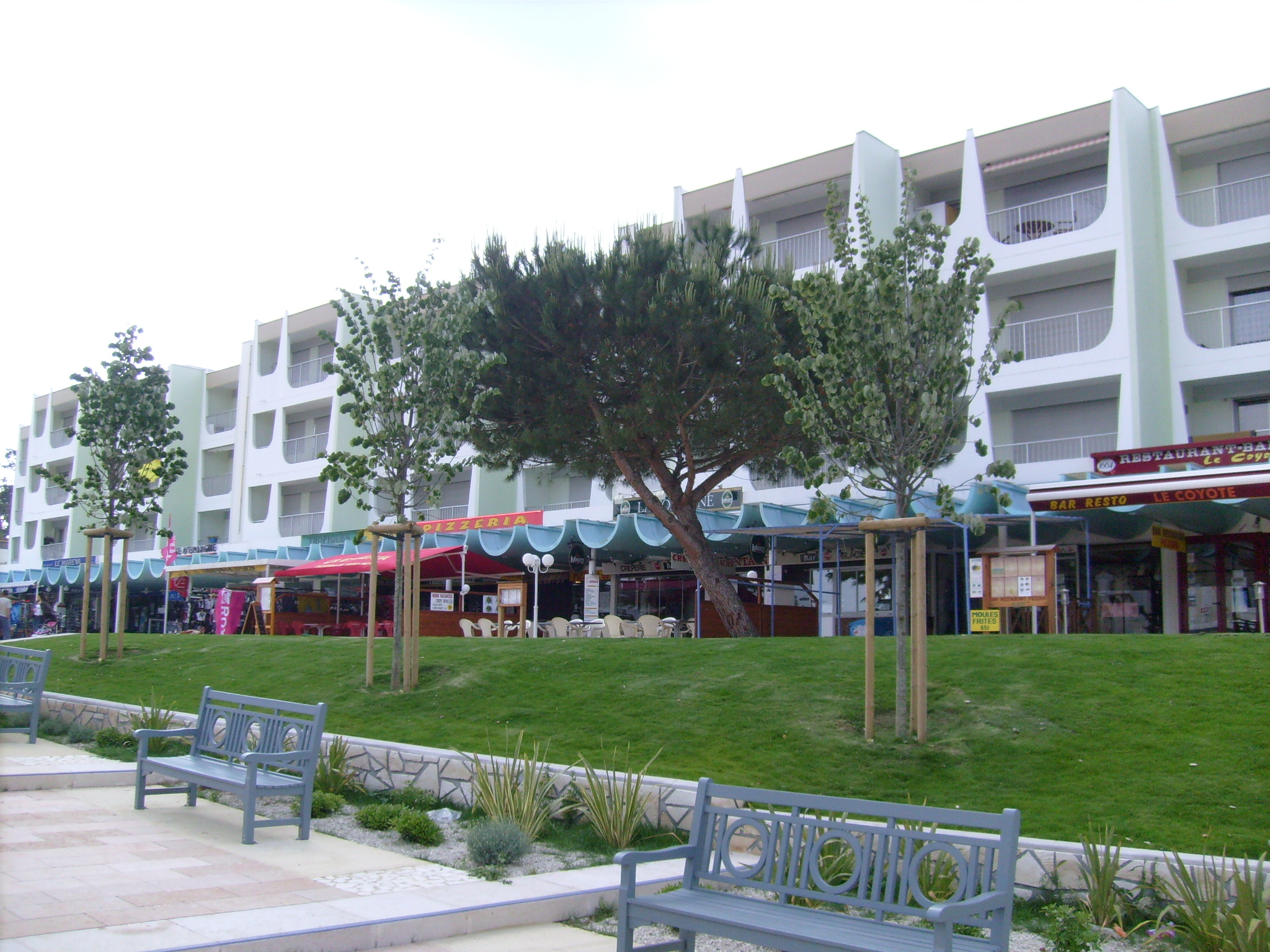
Les galeries marchandes, place Centrale de Saint-Palais.
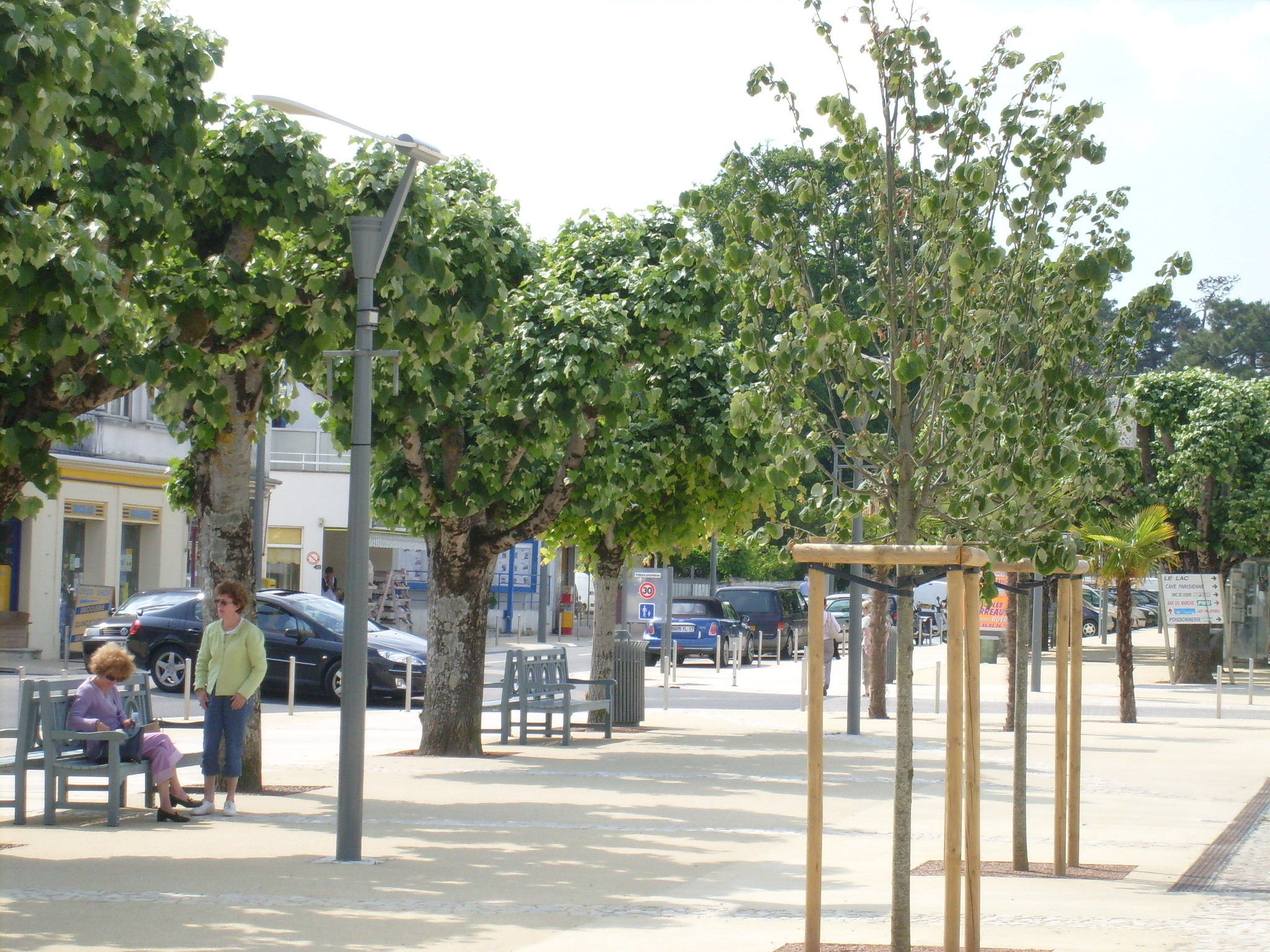
Allées arborées en centre-ville.
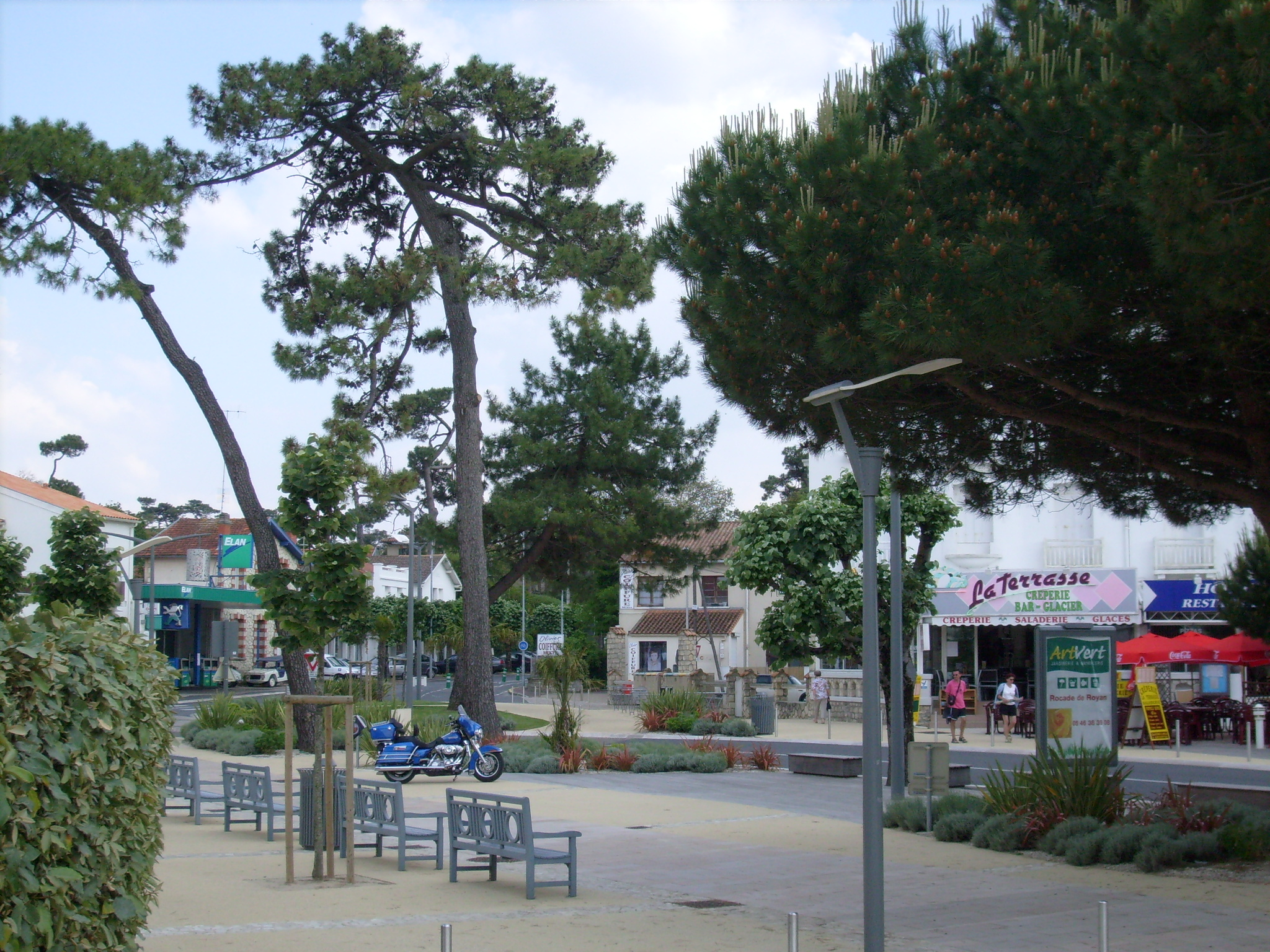
L'entrée de la ville.

## Culture

### Équipements culturels
La ville dispose désormais d'une toute nouvelle médiathèque, qui a remplacé l'ancienne bibliothèque municipale, dont les locaux étaient devenus trop exigus.
Une salle de cinéma, baptisée Michel Legrand se trouve à proximité de la place centrale et du parc Raymond-Vignes.
La commune abrite également une école de théâtre, une école de danse et un conservatoire de musique. Celui-ci dispense des cours répartis en trois cycles : cycle d'éveil, premier cycle et second cycle. Huit professeurs assurent les cours, basés sur une approche des instruments les plus courants, dont le piano, l'orgue, la guitare, le violon, la flûte traversière, l'accordéon, la batterie et les percussions, la trompette, le saxophone, la clarinette ou encore le synthétiseur. Cette école permet également de s'initier au rock, au jazz ou au chant choral.

### Langue saintongeaise

Aire linguistique du Saintongeais.

La commune est située dans l'aire linguistique du saintongeais, un dialecte faisant partie de la famille des langues d’oïl, branche des langues romanes, qui comprend également le français, l’angevin le picard et le poitevin avec lequel il est souvent regroupé dans un domaine plus vaste, le poitevin-saintongeais.
Le saintongeais (saintonjhais) est la langue vernaculaire parlée dans les anciennes provinces d'Aunis, Saintonge et Angoumois. On l’appelle aussi le charentais ou encore le patois charentais. Les locuteurs sont dits patoisants.
La langue saintongeaise présente de nombreux traits communs avec des langues telles que le cadien ou l'acadien, ce qui s'explique par les origines saintongeaises d'une partie des émigrants vers la Nouvelle-France au XVIIe siècle ; quant au québécois, il a été influencé par les parlers tels que le normand, le francien et le saintongeais.

### Gastronomie
La gastronomie saintongeaise est principalement axée sur trois types de produits : les produits de la terre, les produits de la mer et les produits de la vigne.

Zone de production du cognac et du pineau.

Les préparations à base de viande de porc occupent une place prépondérante dans la cuisine régionale : ainsi des gratons ou des grillons, sortes de rillettes à base de viandes rissolées et confites dans leur graisse, du gigourit, un civet mêlant sang, gorge, foie et oignons, ou de la sauce de pire, à base de fressure, d'oignons et de vin blanc de pays.
La cuisine saintongeaise intègre tout naturellement de nombreuses recettes à base de cagouilles, le nom local de l'escargot petit-gris. Animal tutélaire de la Saintonge, il est notamment cuisiné à la charentaise, c'est-à-dire cuit dans un court-bouillon agrémenté de vin blanc, d'ail et de mie de pain.
Parmi les autres spécialités locales, il convient de noter également les pibales (alevins d'anguille pêchés dans la Gironde, spécialité des villes de Mortagne et de Blaye), les huîtres de Marennes-Oléron, les sardines de Royan, les « thyeusses de gueurnouilles » (cuisses de grenouilles) ou encore la sanglette, une galette préparée à base de sang de poulet et d'oignons cuits.
Les desserts traditionnels sont issus de la cuisine paysanne : millas (gâteau à la farine de maïs, qu'on retrouve dans une grande partie du Sud-Ouest de la France), galette charentaise, au beurre de Charentes-Poitou, ou encore merveilles (beignets).
Les vignes de la région servent à la confection d'eaux-de-vie réputées, telles que le pineau des Charentes et plus encore, le cognac. La commune de Saint-Palais-sur-Mer est ainsi intégralement située dans la zone de production des « bois ordinaires ».

## Patrimoine communal

### Patrimoine civil

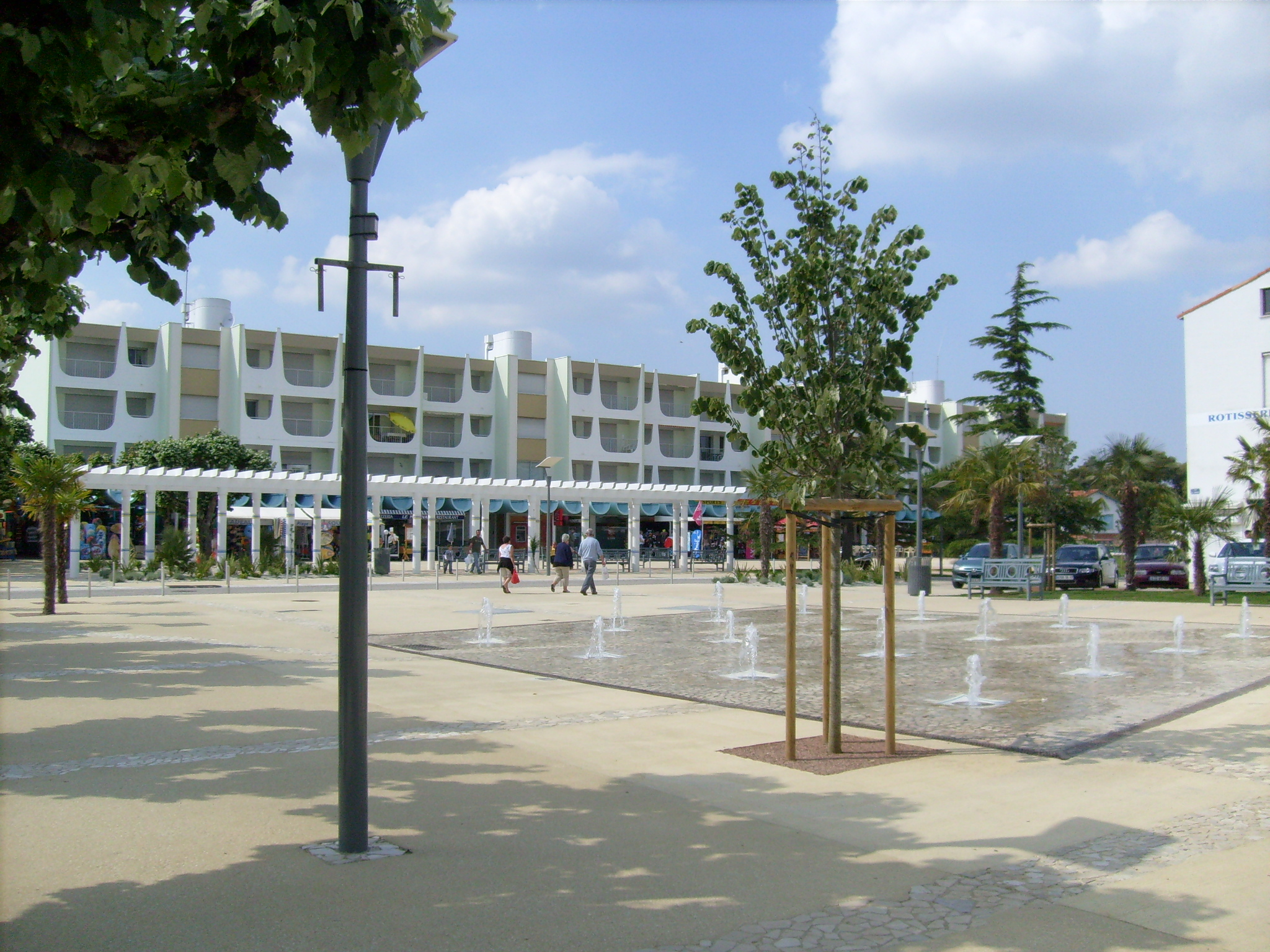
La place du Commerce est une esplanade piétonne située en centre-ville.

L'unique monument civil de la commune antérieur au XIXe siècle est le phare de Terre-Nègre. Ce dernier est érigé vers 1772, sans doute sur les plans de l'architecte bordelais Claude Tardy. Surhaussé dans le courant du XIXe siècle, il est équipé d'un premier feu en 1838. Formant une tour-colonne de presque 26 mètres de haut, sa base est masquée par l'ancien logement du gardien.
L'ancienne mairie de la commune occupe une position excentrée, dans l'actuel quartier de Courlay. Édifiée en 1883 par l'architecte Léon Senné, elle regroupait à l'origine les services municipaux ainsi que deux salles de classe. Dotée d'une façade sur rue de trois travées, elle intègre une horloge prise dans un motif néo-gothique et une corniche à modillons. À la suite du transfert de la mairie en centre-ville, elle accueillit un bureau de poste annexe, fermé aujourd'hui, et un centre culturel.
La villa Primavera est une des villas balnéaires les plus célèbres de la côte de beauté. Construite pour un homme d'affaires parisien, Louis-Jean d'Auby, passionné d'architecture romane, elle possède une façade décorée d'arcatures en plein-cintre, de sculptures et de frises inspirées par les églises de la région. La villa renferme une crypte et une salle d'apparat d'inspiration médiévale voûtée et dotée de collatéraux.
La place du Rhâ est la principale place du centre-ville. Elle est issue d'un remembrement du centre de la cité initié dans les années 1960. Bordée de galeries marchandes et d'immeubles contemporains, elle est réaménagée en 2007.

### Patrimoine religieux

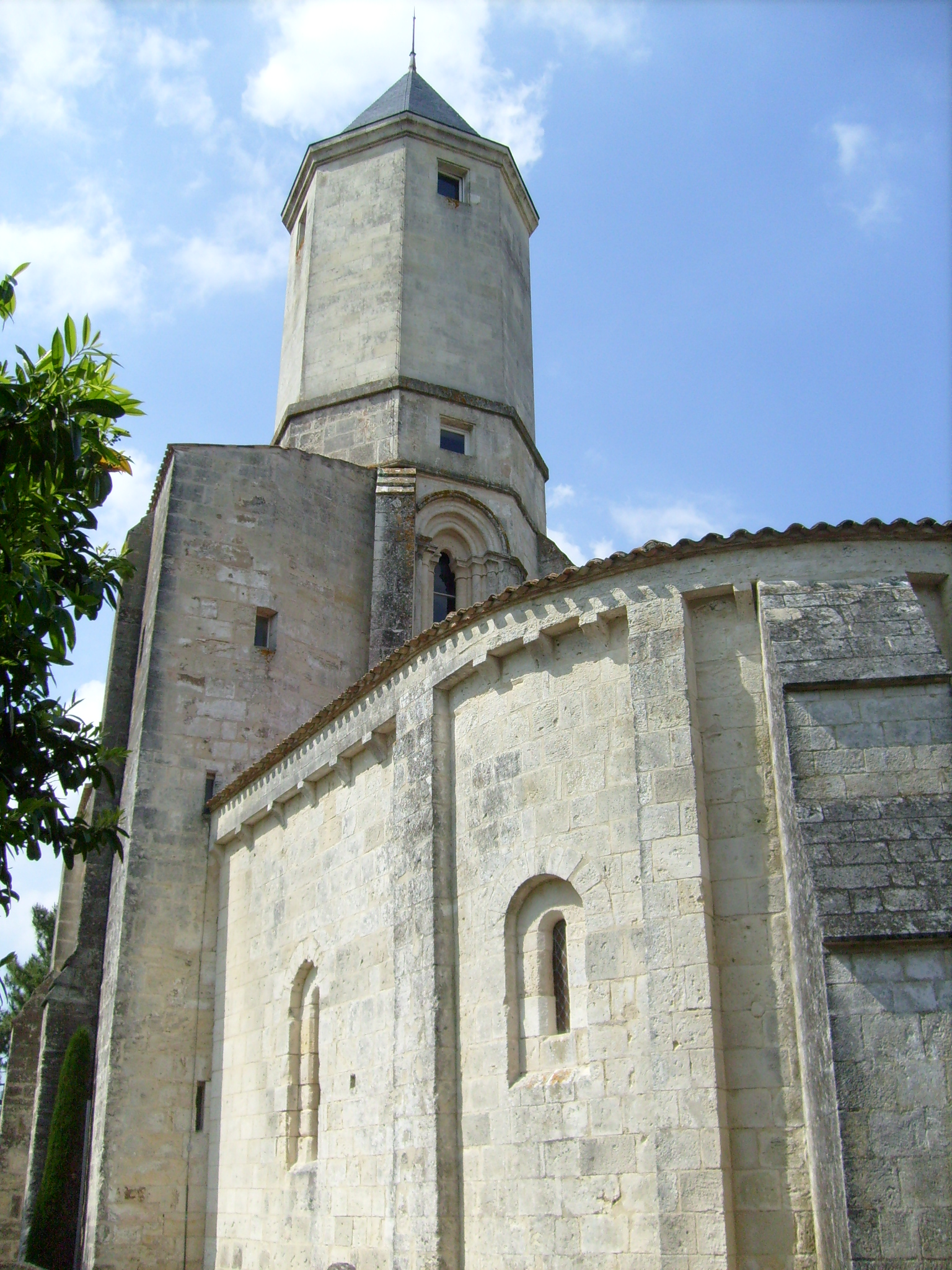
L'ancienne église Saint-Pallais date du XIIe siècle.

Unique témoignage de l'époque médiévale, la vieille-église Saint-Pallais se dresse un peu à l'écart du centre-ville actuel. Édifié dans le courant du XIIe siècle, ce sanctuaire de style roman reste longtemps l'église paroissiale du village de Saint-Palais-de-Bren, un ensemble hétéroclite de plusieurs hameaux dont la population vit essentiellement de la pêche et du travail de la terre jusqu'au XVIIIe siècle. Mutilée durant les guerres de religion, envahie par les sables, elle est finalement désacralisée au XIXe siècle. Dans sa configuration actuelle, l'église conserve un chevet de style roman saintongeais et un clocher couronné d'ardoise, plusieurs fois remanié.
À quelques mètres en contrebas, l'église Saint-Pallais est un édifice réalisé au début du XXe siècle afin de remplacer l'ancien sanctuaire. Son architecture néo-romane s'inspire également des chalets balnéaires alors à la mode dans la station balnéaire. La façade comporte un portail en plein cintre à six voussures encadré de deux arcades aveugles, dans un style évoquant le style roman saintongeais.
La chapelle Notre-Dame-du-Platin est érigée en 1904 par l'industriel Joseph Odelin afin de servir de lieu de culte aux habitants du quartier du Platin, alors en pleine expansion. En 1909, elle est agrandie et rebaptisée Notre-Dame-des-Aviateurs, un hommage à Louis Blériot, célèbre aviateur qui traverse la Manche cette même année. Devenue la sainte-patronne des aviateurs, elle est l'objet d'un pèlerinage depuis 1919. Endommagée en 1945 par les bombardements alliés, elle est reconstruite peu après.

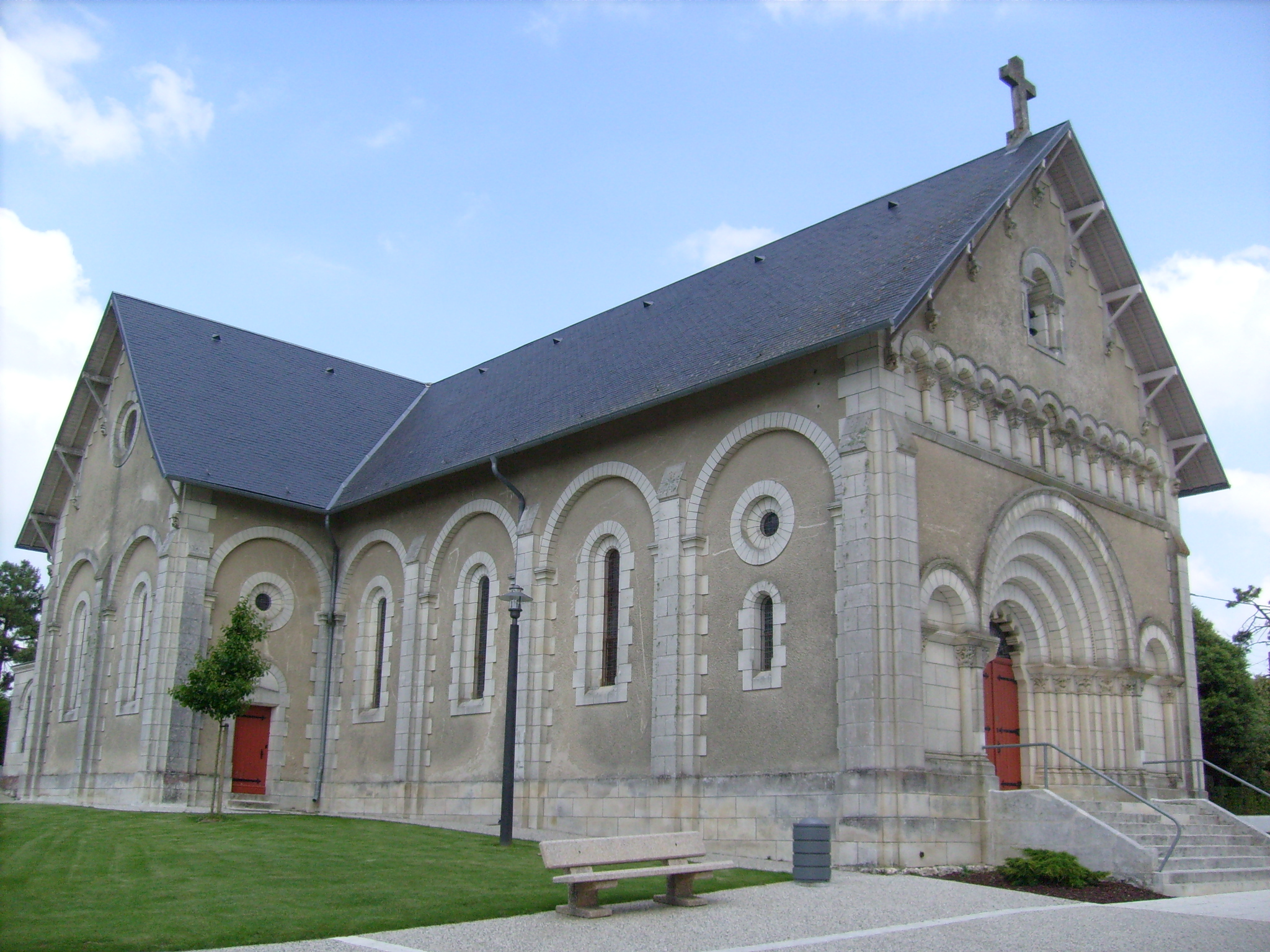
L'église Saint-Pallais, de style néo-roman.

Plus ancien lieu de culte réformé de la commune, le temple de Courlay trouve ses origines dans un premier sanctuaire édifié en 1752, en dépit des interdits alors en vigueur dans la province. En 1823, l'architecte Félix Garde dresse les plans du nouveau temple, mais se retire moins d'un an plus tard après que le pasteur ne décide de modifier les plans à des fins d'économie.
La chapelle de l'Arquebuse est l'ancien temple de l'église réformée évangélique de Saint-Palais-sur-Mer. Construite en 1924 sur un terrain attenant à la villa balnéaire « Louise », la chapelle se compose d'une nef rectangulaire éclairée par une série de baies ogivales. La façade se distingue par un auvent d'inspiration gothique et par un clocher carré couvert de tuiles romanes. En 1970, la chapelle est désaffectée et vendue à un collectionneur d'armes qui la transforme en un éphémère « musée de l'Arquebuserie », d'où le nom donné à la chapelle. Le musée ferme ses portes en 1973. Depuis 1996, la chapelle est devenue une habitation.
L'actuel couvent de Béthanie est édifié à partir de 1923. Destiné à l'origine à servir d'orphelinat, il devient un centre de vacances puis un entrepôt de l'armée allemande durant l'occupation. Les bâtiments deviennent un couvent confié à l'ordre des dominicaines en 1973.

### Patrimoine environnemental

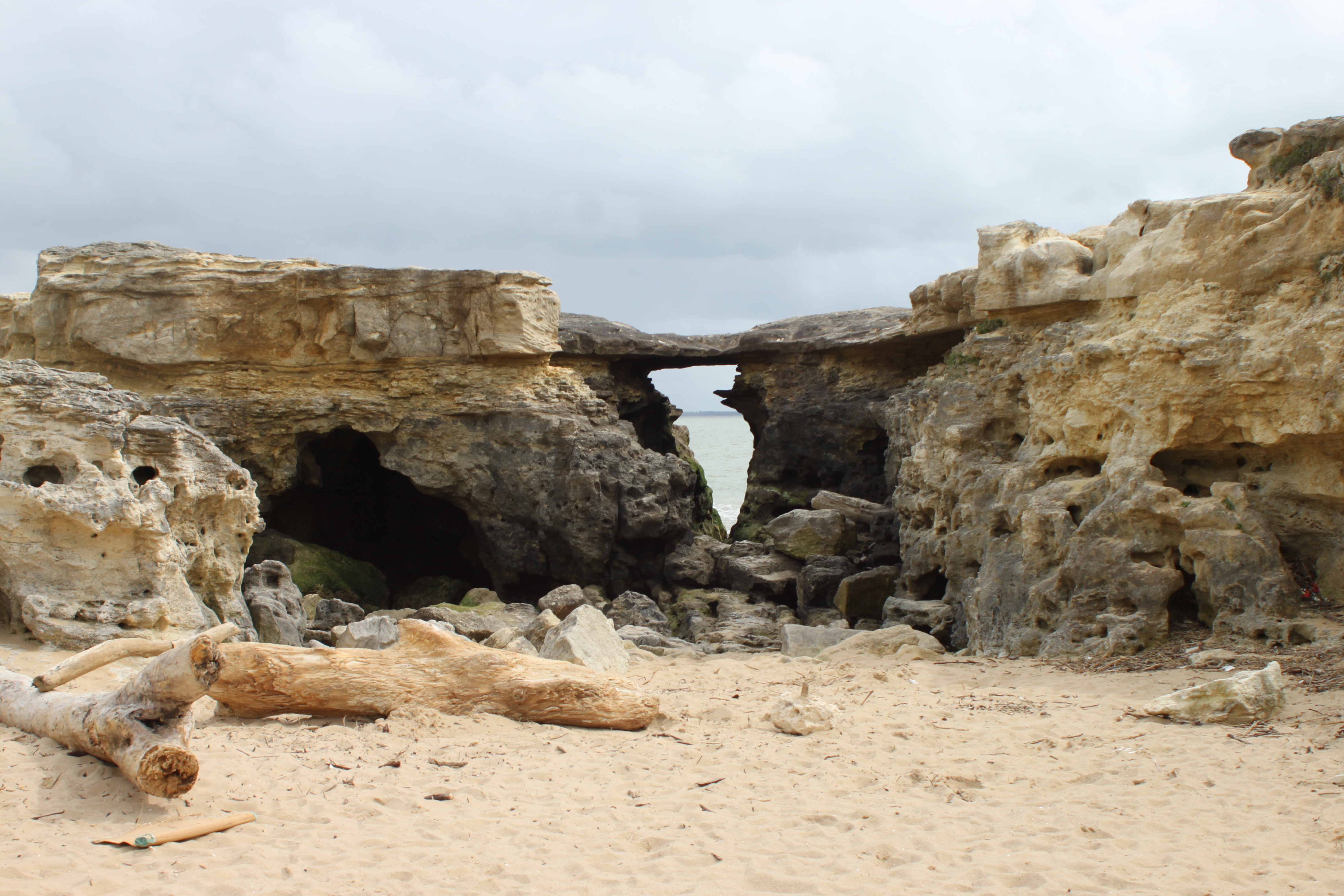
Le Pont du Diable, vue générale.

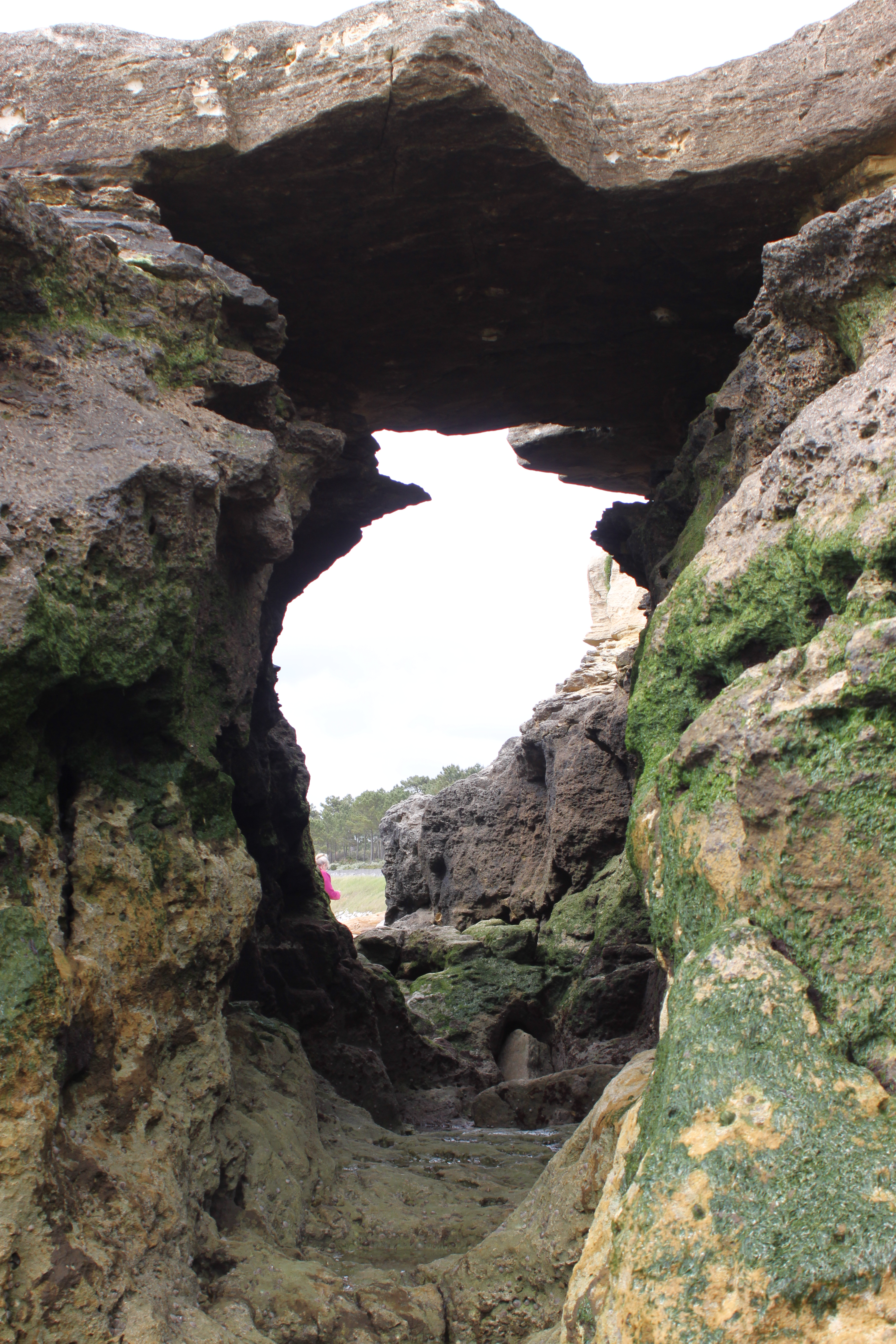
Le Pont du Diable, vu du sud.

La portion du sentier des Douaniers qui traverse la commune est marquée par la présence de plusieurs formations géologiques dues à l'érosion. Parmi celles-ci, le Pont du Diable désigne un pont naturel creusé par l'océan, tandis que le Puits de l'Auture est une excavation d'où sortent de puissants geysers lors des tempêtes. Au Moyen Âge, il était connu comme Fossa lupatura — ou fosse loubière — car servant de piège à loups au cours des battues du seigneur de Didonne. La portion du sentier des douaniers traversant la commune est une étape du sentier de randonnée GR4.
La forêt des combots d'Ansoine désigne la partie orientale de la forêt domaniale de la Coubre. S'étendant le long de la plage de la grande-côte, elle forme une zone naturelle d'intérêt écologique, faunistique et floristique intégrée dans le réseau Natura 2000. Propriété du Conservatoire du littoral, la gestion de la forêt relève de l'Office national des forêts.

### Aux alentours
Dans un rayon de trente kilomètres, il est possible de visiter de nombreux lieux dignes d'intérêt, que ce soit sur le plan historique (nombreuses églises romanes, sites de Mornac et de Talmont, classés parmi les plus beaux villages de France), architectural (architecture moderniste à Royan), environnemental (forêt domaniale de la Coubre, les jardins du Monde à Royan) ou artisanal (sites ostréicoles de l'estuaire de la Seudre, de Marennes et de l'île d'Oléron). La commune voisine des Mathes est célèbre pour son zoo, l'un des plus importants de France, ainsi que pour son parc d'attraction Lunapark.

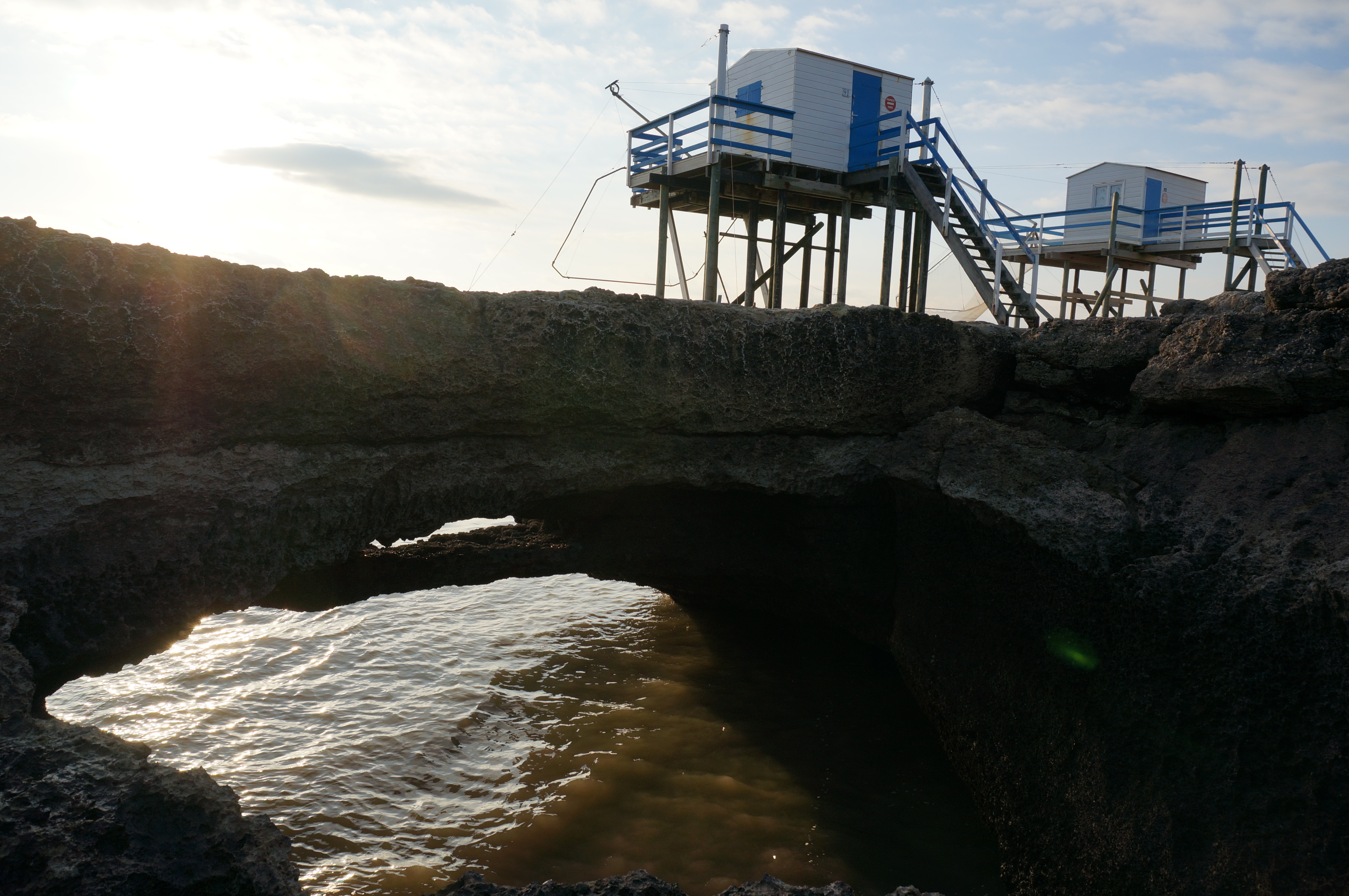
Le Puits de l'Auture.
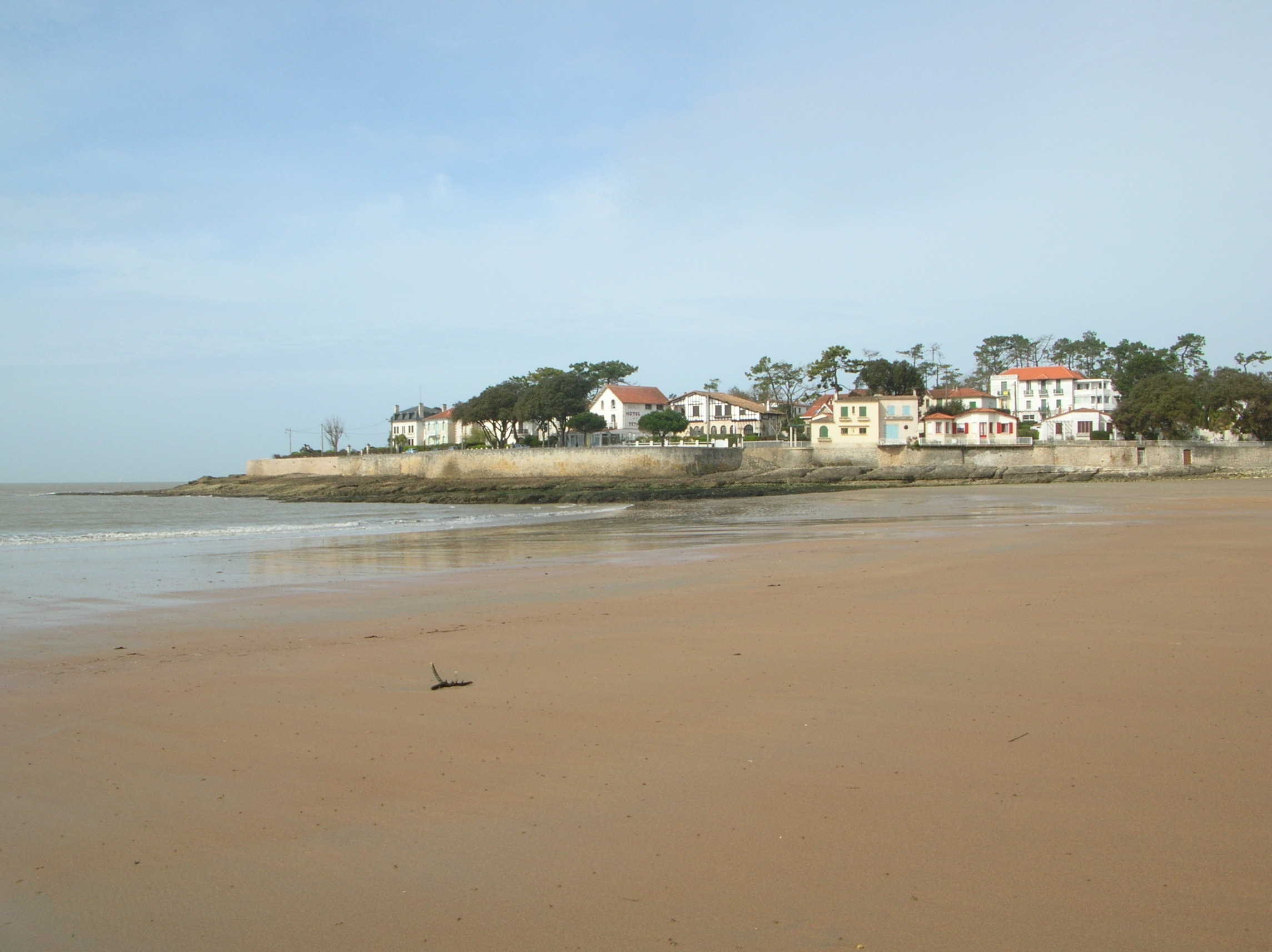
La plage de Nauzan.
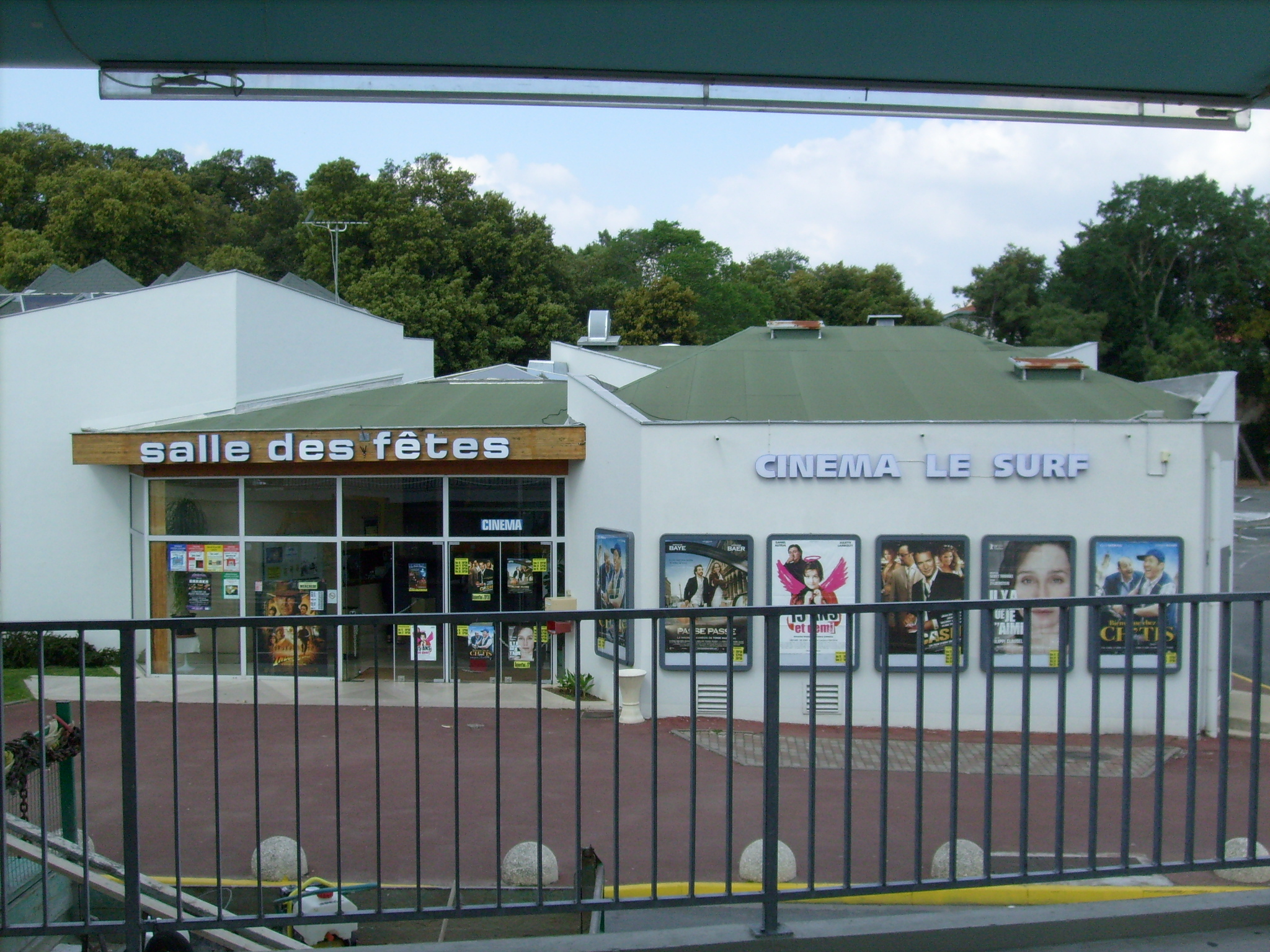
Le cinéma « Le surf ».

## Équipements et services

### Transports urbains
La commune est desservie par le réseau Cara'Bus de l'agglomération Royan Atlantique. Jusqu'aux années 1940, une ligne de tramway reliait la Grande Côte via le centre-ville au reste de l'agglomération royannaise.

### Enseignement

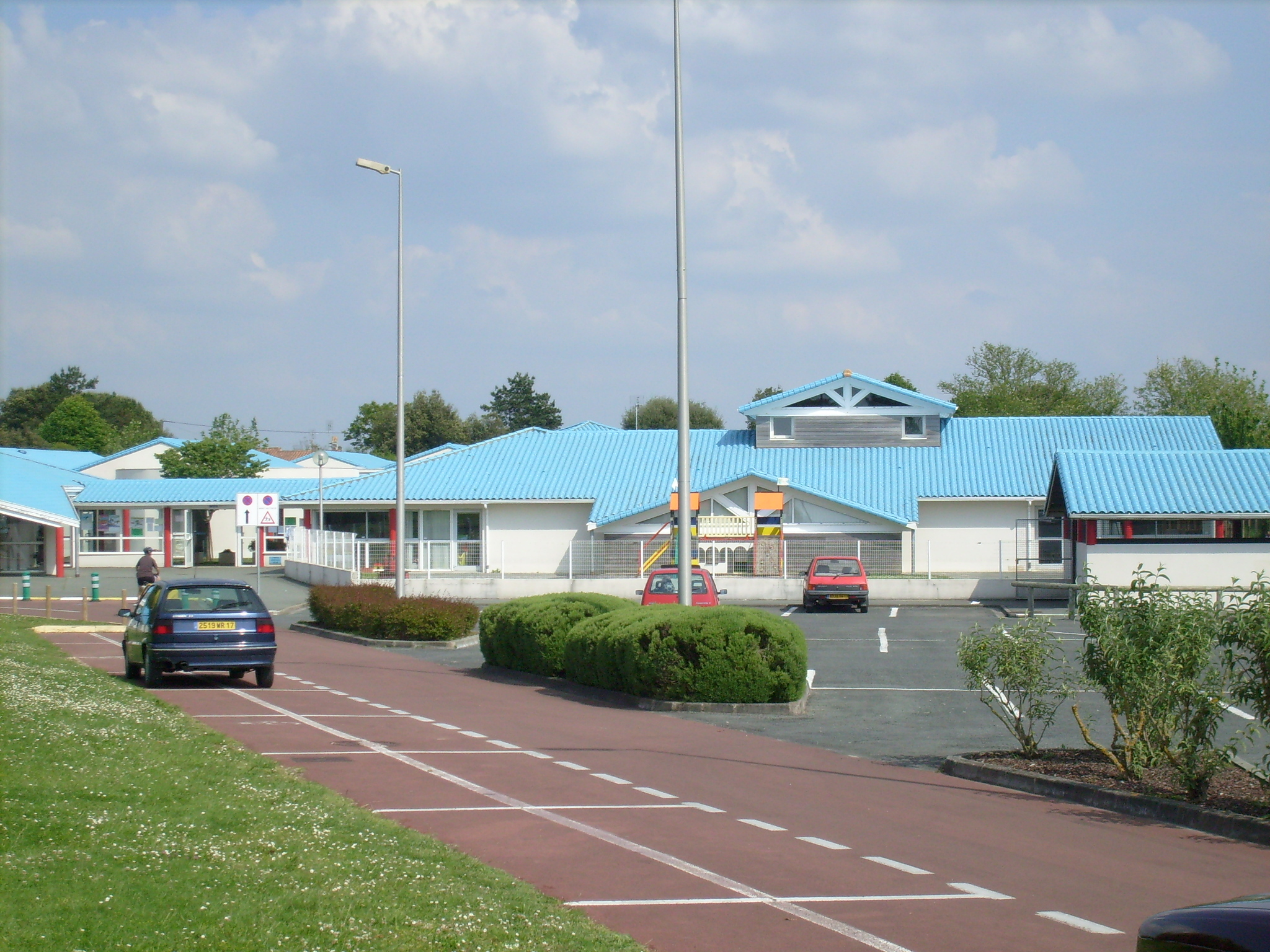
Le groupe scolaire Lucien-Robin.

Le groupe scolaire Lucien-Robin est composé d'une école maternelle et d'une école primaire. Un service de bus permet aux enfants scolarisés dans un établissement d'enseignement secondaire de rejoindre les collèges et lycées de l'agglomération, tous localisés à Royan.
Un centre de loisirs sans hébergement existe depuis plusieurs années, et accueille les enfants depuis la petite-enfance jusqu'à l'âge de 11 ans.

### Sports
La plage de la Grande-côte est un spot de surf réputé, ce qui explique sans doute la présence dans la commune de rien moins que quatre écoles et clubs de surf. La ville accueille également d'autres activités nautiques, dont une base de voile installée dans de nouveaux locaux, à proximité de la plage de Nauzan. Les autres activités sportives proposées sont principalement le football, le tennis, le golf et l'équitation, du fait de la présence du centre équestre de Maine-Gaudin. Un dojo est situé non loin de l'ancienne église : il est possible d'y laisser libre cours à sa passion des arts martiaux. Trois clubs y dispensent des cours : un club d'aïkido, un club de judo et un club de karaté.

### Espaces verts
Le principal poumon vert de la ville est le parc Raymond-Vignes. Situé en plein cœur du centre-ville, à proximité de la place centrale, il s'étend sur près de 16 hectares. Ce lieu paisible s'étale autour d'un lac et est planté de diverses essences méditerranéennes, de pins et de chênes-verts. Il dispose également d'aménagements de loisirs, parmi lesquels un minigolf, un court de tennis et un port miniature pour des promenades en barques. Une aire de pique-nique y a également été aménagée. À l'entrée nord du parc se trouve une discothèque.

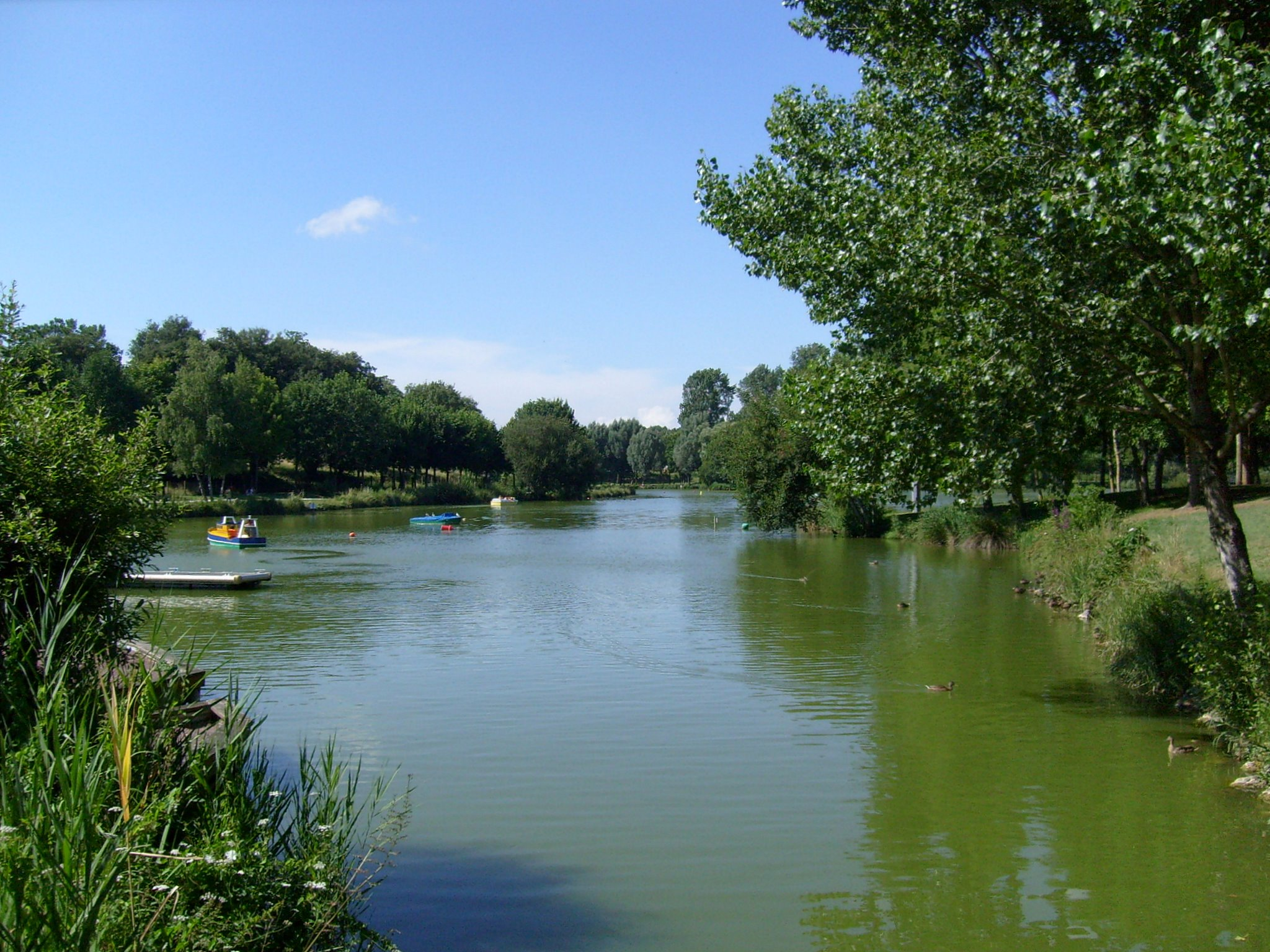
Vue sur le lac dans le parc Raymond-Vignes.
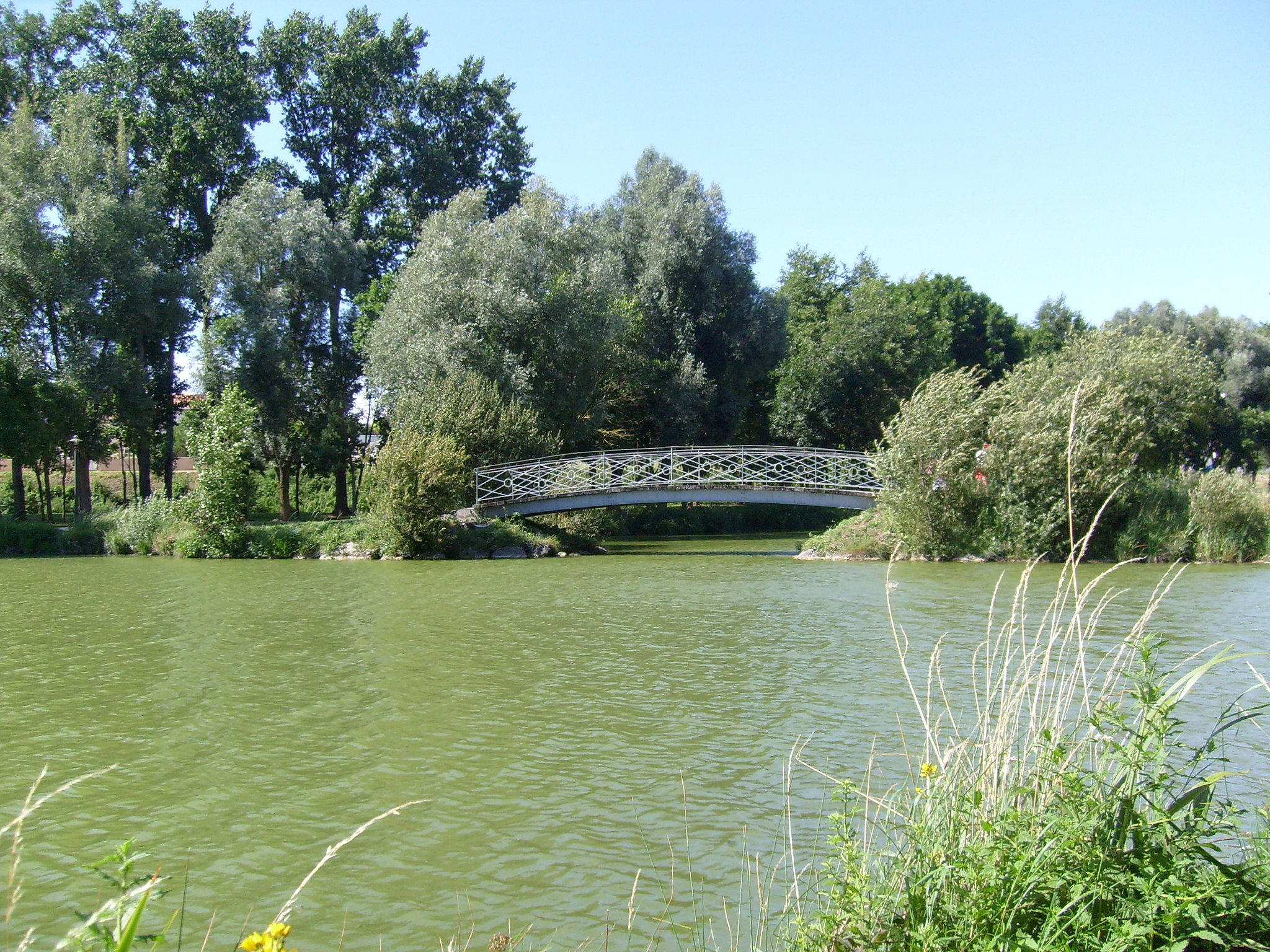
Pont sur le lac, parc de Saint-Palais.
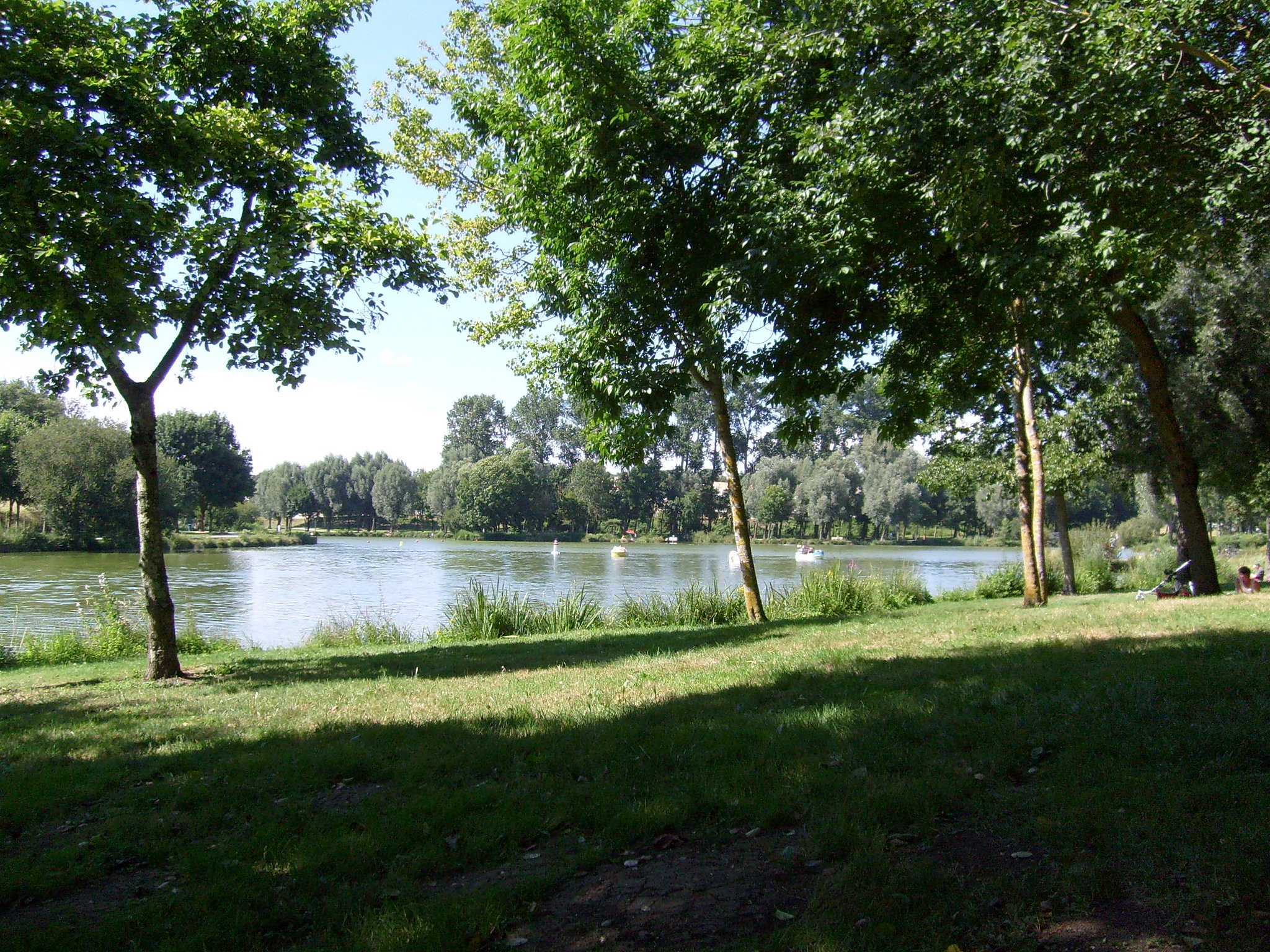
Le parc, poumon vert de Saint-Palais.
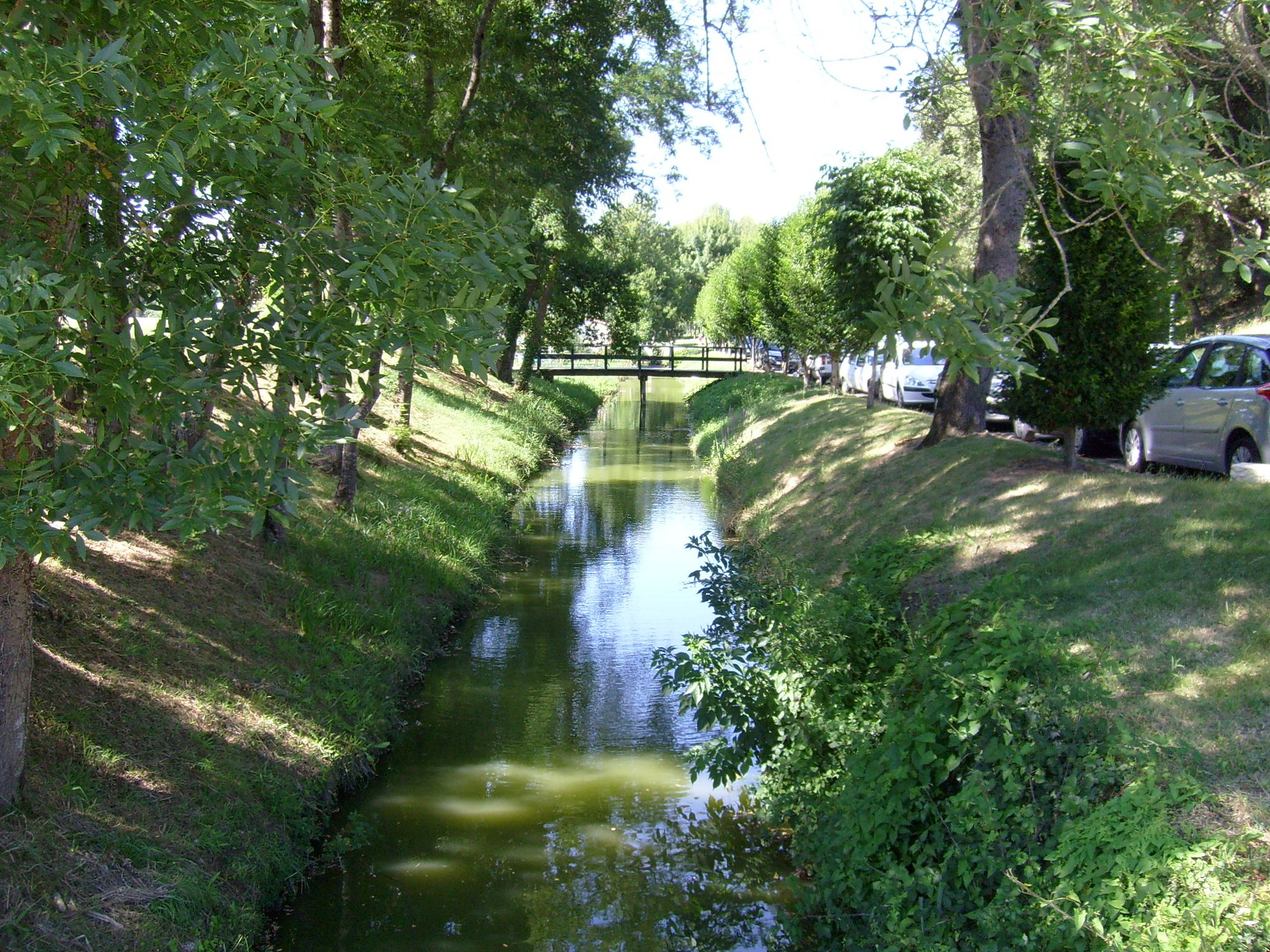
Canal à l'entrée du parc.

### Santé
La ville possède les équipements médicaux de base : médecins généralistes, pharmacie, infirmiers, dentistes, ostéopathes, kinésithérapeutes, pédicure-podologue, ainsi qu'une maison de retraite. Il n'y a pas d'hôpital à Saint-Palais, le plus proche est celui de Royan, à environ 4 kilomètres du centre-ville, et qui dessert toute l'agglomération.

## Vie locale

### Cultes
Les offices catholiques sont célébrés à l'église Saint-Pallais et en certaines occasions, à la chapelle Notre-Dame des aviateurs, notamment lors des pèlerinages. Le culte protestant est célébré au temple de Courlay, au nord de la commune.

### Marché
Le marché couvert est ouvert tous les jours et toute l'année, de 8 heures du matin jusqu'à 14 heures. Un grand marché extérieur a lieu chaque mardi, jeudi et samedi de 8 heures à 14 heures, sauf durant la saison touristique, où il a lieu tous les jours. L'été, de nombreux marchés et foires artisanales ont lieu en centre-ville, et se terminent souvent tard le soir.

### Festivals et événements touristiques
- Le festival International d'Art Pyrotechnique de Saint-Palais-sur-Mer est un grand spectacle pyrotechnique se déroulant chaque été depuis 2002 dans le parc Raymond-Vignes. En raison de l'annulation des élections municipales de 2008, la sixième édition est déprogrammée.
- Le Festival de rock progressif Crescendo, créé en 1999, a pour objectif de « faire progresser la découverte des musiques progressives »[88]. Rassemblant chaque année plusieurs milliers de spectateurs, il accueille des groupes connus ou en devenir venus des quatre coins du monde[89].

## Personnalités liées à la commune
- Pierre Raphaël Paillot de Beauregard (1734-1799), général des armées de la République, né dans la commune, décédé à Saintes ;
- Trotsky, avant son départ pour le Mexique, fut peu de temps l'hôte de cette station balnéaire ; il séjourna dans une villa (détruite depuis), près de la plage du Platin. Malraux dans ses Mémoires raconte l'avoir rencontré et avoir discuté avec lui près de la voie ferrée du Tramway ;
- Le peintre écossais John Duncan Fergusson (1874-1961) visita Saint-Palais lors d'un séjour à Royan avec son ami le peintre Samuel John Peploe (1871-1935) et la femme de ce dernier dans les années 1910 et 1911 ; il réalisa de nombreuses dessins au crayon et au pastel ;
- Eugène Pelletan, né à Saint-Palais-sur-Mer le 29 octobre 1813 et mort à Paris le 13 décembre 1884, écrivain, journaliste et homme politique ;
- Roger Gonthier, (1884-1978), et mort à Saint-Palais-sur-Mer, architecte français, il est notamment l'auteur de la gare des Bénédictins à Limoges.
- Félix Fénéon y acquit en 1939 une maison qu'il nomma « Ubu » en souvenir de la pièce d'Alfred Jarry ;
- Pierre et Marie Curie, au cours de l'été 1905, vinrent passer leurs vacances à Saint-Palais, au manoir « le Logis », avec leurs deux filles : Irène et Ève Curie[90] ;
- Gaston Mouchet, pédagogue français (frère de Fernand Mouchet, maire de Saint-Palais de 1912 à 1919), est né à Mornac-sur-Seudre le 10 octobre 1862 et mort le 24 juin 1942 à Saint-Palais-sur-Mer. Il repose dans le caveau familial du carré protestant du cimetière de Courlay ;
- Jean Mouchet (1890-1980), linguiste et ethnologue français, fils du précédent, repose dans le caveau familial du carré protestant du cimetière de Courlay ;
- Roger Breuil (1898-1948), écrivain y est nommé pasteur au début des années 1930. Il y rédige ses premiers romans ;
- Danielle Darrieux séjourna avant-guerre avec Henri Decoin dans une villa de style basque qui surplombe la plage de Nauzan.

## Héraldique
| Blason de Saint-Palais-sur-Mer | Blason  | Parti : au 1er de gueules au lion d'argent (d'or), au 2e d'or à trois trèfles de sinople.                            |
| Blason de Saint-Palais-sur-Mer | Détails | Armes de Marie de Marin, héritière de Saint-Palais, et de Charles de Couvidou son époux (mariés le 13 janvier 1761). |
| Blason de Saint-Palais-sur-Mer | Alias   | Parti : au 1er d'or à trois croisettes latines de sable, au 2e de gueules au lion d'argent.                          |